# Episodi di Farscape (terza stagione)
La terza stagione della serie televisiva Farscape ha esordito negli Stati Uniti d'America su SciFi Channel il 16 marzo 2001 e in Italia sul canale Jimmy il 17 aprile 2006.
| nº | Titolo originale                                        | Titolo italiano                                          | Prima TV USA   | Prima TV Italia |
| -- | ------------------------------------------------------- | -------------------------------------------------------- | -------------- | --------------- |
| 1  | Season of Death                                         | Stagione di morte                                        | 16 marzo 2001  | 17 aprile 2006  |
| 2  | Suns and Lovers                                         | Magnetismo                                               | 23 marzo 2001  | 18 aprile 2006  |
| 3  | Could'a, Would'a, Should'a - Self-Inflicted Wounds P. 1 | Una scelta difficile - Ferite autoinflitte P. 1          | 30 marzo 2001  | 19 aprile 2006  |
| 4  | Wait For the Wheel - Self-Inflicted Wounds P. 2         | La ruota gira - Ferite autoinflitte P. 2                 | 6 aprile 2001  | 20 aprile 2006  |
| 5  | Different Destinations                                  | ...Destinazioni diverse                                  | 13 aprile 2001 | 21 aprile 2006  |
| 6  | Eat Me                                                  | Mangiami                                                 | 20 aprile 2001 | 24 aprile 2006  |
| 7  | Thanks for Sharing                                      | Condivisioni                                             | 15 giugno 2001 | 25 aprile 2006  |
| 8  | Green Eyed Monster                                      | Mostri dagli occhi verdi                                 | 22 giugno 2001 | 26 aprile 2006  |
| 9  | Losing Time                                             | Il tempo perduto                                         | 29 giugno 2001 | 27 aprile 2006  |
| 10 | Relativity                                              | Legami                                                   | 6 luglio 2001  | 28 aprile 2006  |
| 11 | Incubator                                               | Incubatrice                                              | 13 luglio 2001 | 1º maggio 2006  |
| 12 | Meltdown                                                | Fusione                                                  | 14 luglio 2001 | 2 maggio 2006   |
| 13 | Scratch 'N' Sniff                                       | Gratta e sniffa                                          | 20 luglio 2001 | 3 maggio 2006   |
| 14 | Daedalus Demands - Infinite Possibilites P. 1           | Dedalo esige... - Infinite possibilità P. 1              | 27 luglio 2001 | 4 maggio 2006   |
| 15 | Icarus Abides - Infinite Possibilites P. 2              | ...Icaro esegue - Infinite possibilità P. 2              | 3 agosto 2001  | 5 maggio 2006   |
| 16 | Revenging Angel                                         | L'angelo vendicatore                                     | 10 agosto 2001 | 8 maggio 2006   |
| 17 | The Choice                                              | La scelta                                                | 17 agosto 2001 | 9 maggio 2006   |
| 18 | Fractures                                               | Fratture                                                 | 24 agosto 2001 | 10 maggio 2006  |
| 19 | I-Yensch, You-Yensch                                    | Un I-Yensch a me, un I-Yensch a te                       | 5 aprile 2002  | 11 maggio 2006  |
| 20 | Lambs To the Slaughter - Into the Lion's Den P. 1       | Agnelli al macello - Nella tana del leone P. 1           | 12 aprile 2002 | 12 maggio 2006  |
| 21 | Wolf In Sheep's Clothing - Into the Lion's Den P. 2     | Il lupo mascherato da pecora - Nella tana del leone P. 2 | 19 aprile 2002 | 15 maggio 2006  |
| 22 | Dog With Two Bones                                      | Il cane e i due ossi                                     | 26 aprile 2002 | 16 maggio 2006  |

## Stagione di morte
- Titolo originale: Season of Death
- Diretto da: Ian Watson
- Scritto da: Richard Manning

### Trama
D'Argo, Zhaan e Stark non hanno notizie dal pianeta, e Pilota è sotto pressione per le continue domande, non si è ancora ripreso dalla morte di Aeryn. Nel frattempo, Grunslik è con Braca, e pretende di essere pagato per il lavoro svolto, quando arriva Scorpius che, dopo aver parlato con lui, si mangia il chip di John che, ancora legato sul lettino, grida nella speranza che qualcuno lo trovi. Ma gli succede qualcosa di inspiegabile, Harvey è ancora nella sua testa e gli dice che l'unico modo che ha per sbarazzarsi di lui è morire. Dalla portaerei dei pacificatori arriva un messaggio per Scorpius, non potranno essere lì prima di cinque arn. Scorpius è preoccupato che Talin li possa individuare, Grunslik gli propone di nascondersi in una stanza appartata. Intanto, Harvey continua ad insistere con John che deve morire, che si domanda perché, nonostante il chip gli sia stato rimosso, il clone di Scorpius sia ancora lì. Rygel, ancora sul pianeta, sta cercando Grunslik ma trova il dottor Tolkot e John che non è in grado di parlare. D'Argo, Zhaan e Stark decidono di scendere sul pianeta, costringendo Chiana e Jothee a rimanere su Moya. Scorpius e Braca rilevano la navetta di Moya che sta arrivando, e Scorpius colpisce Grunslik alle spalle per prenderne il controllo tramite un collegamento bioneurale. Rygel sta cercando di rianimare Tolkot quando arrivano D'Argo, Zhaan e Stark. Il dottore si riprende e fa il nome di Scorpius. Avvisano subito Creis che, con Talin, fanno un'analisi del pianeta. Scorpius, intanto, costringe Grunslik a fare tutto ciò che vuole. Grunslik si fa trovare a terra da D'Argo dicendogli che lo hanno aggredito e poi se ne sono andati. Zhaan sta medicando Grunslik, mentre Stark e D'Argo discutono sul da farsi. Il primo vuole rispettare il volere di John, mentre D'Argo lo vuole salvare e chiede a Tolkot di aiutarlo. Poi si rivolge a Zhaan chiedendole di fare una fusione con John. Nonostante la donna sia ancora scossa per la volta precedente, alla fine acconsente, ma Stark, ad un certo punto, la scollega da Crichton e Zhaan gli comunica che il clone è ancora nella testa di John. Zhaan tenta di uccidere John, ma viene fermata. Tolkot dice che il clone si è fuso con la coscienza di John. D'Argo sbatte fuori dalla stanza Grunslik e Zhaan, mentre Stark inveisce contro il dottore per tutte le anime che tiene intrappolate nelle capsule. D'Argo chiede a Tolkot di procedere con l'intervento. Zhaan viene contattata da Creis che è ancora in orbita intorno al pianeta. Grunslik vorrebbe caricare la bara di Aeryn su una navetta, ma Zhaan prende tempo. Su Moya, Chiana e Jothee si stuzzicano, fino a trascorrere dei momenti di intimità. Sul pianeta, il dottore ha “riparato” John, dopodiché lascia la stanza. John parla con D'Argo, dicendogli che la sua vita senza Aeryn non ha senso, poi entra nel suo subconscio dove incontra Harvey e gli dice che ora ha lui il controllo e lo colpisce fino a rinchiuderlo in un cassonetto. Il dottore nota che una capsula criogenica si sta per aprire e contatta Grunslik che cerca di convincerlo che non è niente, ma lui insiste quando la capsula si apre e ne fuoriesce uno scarram che lo uccide. Scorpius vuol sapere da Grunslik perché c'è uno scarram vivo sul pianeta, che costa all'uomo un dito, così gli dice di essere stato pagato poiché gli scarram gli stanno dando la caccia. Nel frattempo, su Moya, Chiana e Jothee sperano che D'Argo non capisca cos'è successo tra loro, quando arriva Rygel che intuisce qualcosa. Sul pianeta, intanto, Braca riesce a localizzare le posizioni di tutti, dopodiché Scorpius ristabilisce il controllo bioneurale con Grunslik mandandolo a cercare lo scarram. Stark va a chiamare Zhaan. Grunslik trova lo scarram e gli propone di consegnargli John, ma capisce che lo sta ingannando e, con i suoi poteri, gli scava nella testa e lo rinchiude nella capsula uccidendolo, poi si dirige verso John. Scorpius si rivolge all'ufficiale Cobrin per comunicare un messaggio alla portaerei, e questi si propone di consegnarlo di persona, facendo affidamento sulle sue doti di eccellente pilota. Zhaan e Stark sono davanti alla capsula di Aeryn, e la donna pensa che ci sia ancora della vita in lei, dopodiché colpisce Stark, mentre lo scarram raggiunge John e D'Argo, che riescono a fuggire. Il diversivo di Scorpius sta funzionando, ma rimane il problema “Talin”. D'Argo vuol far uscire lo scarram all'esterno, mentre Zhaan, con l'aiuto involontario di Stark, vuol riportare in via Aeryn mediante una fusione, ma questo avrà delle conseguenze irreversibili su di lei. Subito dopo la fusione, Zhaan e Stark vengono catturati da Scorpius, ma Aeryn si riprende e li libera, poi si dirige verso la sala operatoria, dove c'è John. Nel frattempo, lo scarram ha raggiunto D'Argo e John. Mentre Talin ha agganciato una navetta appena partita dal pianeta e partono all'inseguimento. John e D'Argo stanno avendo la peggio, quando arriva Aeryn che colpisce lo scarram usando la spada Qualta di D'Argo, poi John lo finisce. Entrambi sono increduli nel vedere Aeryn in vita, tanto che John crede sia frutto della sua testa, ma la donna gli dice che è stata Zhaan a riportarla indietro mediante la fusione. Talin è sempre all'inseguimento della navetta quando si imbatte nella portaerei. Talin aggancia entrambe e fa fuoco distruggendole. Creis comunica a Pilota di aver ucciso Scorpius, e Moya lo conferma. Sul pianeta, Stark dichiara la morte di Grunslik e Tolkot. John fa trasportare a bordo di Moya le capsule che contengono i corpi dei due Interiors, nella speranza, un giorno, di poterli salvare. Intanto, Scorpius e Braca stanno per essere recuperati per essere poi condotti su una nuova base Gammak. Chiana è con D'Argo, Rygel e Jothee. John viene raggiunto da Aeryn, si trovano davanti alle capsule, ma la donna dice a John di non voler alcun coinvolgimento emotivo, nonostante entrambi si siano dichiarati l'amore reciproco. Stark è con Zhaan quando entra John, che ha appreso da Aeryn che le ha donato la sua energia spirituale. John vorrebbe fare qualcosa per lei, ma Zhaan sta morendo.
- Guest Star: Hugh Keays-Byrne (Grunchlk), Matt Newton (Ka Jothee), David Franklin (Braca), Thomas Holesgrove (Toktot/Plonek), Aaron Catalan (Kobrin)

## Magnetismo
- Titolo originale: Suns and Lovers
- Diretto da: Andrew Prowse
- Scritto da: Justin Monjo

### Trama
Rygel sta spiando un momento di intimità di Chiana, mentre John, D'Argo, Aeryn, Zhaan e Stark sono scesi su una stazione commerciale per fare acquisti. Il pianeta è soggetto a scosse causate da perturbazioni “gamma”. D'Argo mostra a John dei tatuaggi che ha procurato per sé e Chiana dal momento che ha intenzione di chiederla in sposa, ma John gli dice che forse ciò che vuole lui non è lo stesso che vuole lei. Su Moya, intanto, Chiana ha appena fatto sesso con Jothee. Sulla stazione, Stark è con Zhaan e le dice che troverà una soluzione per salvarla. Aeryn mostra a John un'arma che ha appena comprato, quando la sicurezza della stazione si avvicina a loro cercando Crichton, ma Aeryn le risponde che sta sbagliando persona, ma quando la donna, Borlik, ne parla male, John le fa capire che è lui, e la donna si congratula per i colpi che ha inferto ai pacificatori offrendo da bere a tutti. La stazione viene investita da una forse tempesta, Aeryn rimane ferita in modo lieve, mentre il gestore del locale, Mordi, ha una barra conficcata in un punto vitale, Zhaan cerca di stargli vicino. Mentre Moya è stata sbalzata contro la stazione ed è imbrogliata negli anelli di attracco, e tre portelli sono saltati. Nel frattempo, Jothee nota che una delle capsule, dopo l'urto, si è aperta e l'uomo all'interno si sta svegliando. Pilota manda Chiana a stabilizzare uno sportello e si scontra con Rygel che le dice di sapere tutto di lei e Jothee. La ragazza lo minaccia, ma Rygel le fa notare che non ci sarà bisogno di dirlo con D'Argo, poiché l'olfatto di un laxan è molto sviluppato. L'uomo, intanto, sta facendo un giro all'esterno di Moya per valutare la situazione e conferma che la nave è bloccata nei cavi e che ha trovato una nave; chiede a Pilota di agganciarla e di portarla a bordo di Moya usando la rete di attracco. Sul pianeta, Borlik spiega che la stazione è stata “maledetta” poiché hanno costruito nel luogo che loro chiamano “La Sacra Quiete”, in cui si dice siano nati i grandi dei. Borlik dice che questa è la vendetta di “Ghesmah”. Su Moya, Jothee sta parlando con l'uomo della capsula, quando si sente improvvisamente male e muore. Chiana, intanto, sigilla la falla e scopre che nella stazione c'è una bambina intrappolata e lo comunica a Pilota. China accusa Jothee di aver ucciso l'uomo, quando D'Argo gli dice di recarsi all'hangar navette, ma la ragazza manda Jothee a lavarsi, in modo che il padre non senta il loro odore. Nel frattempo, Aeryn e John stanno andando a prendere la bambina intrappolata nel modulo inferiore della stazione. Durante il tragitto, Aeryn parla con John, e gli propone di fare “sesso”, ma senza alcun coinvolgimento sentimentale, quando subiscono un altro urto. Aeryn cade di sotto e dice a John che proseguirà la ricerca da sola. La tempesta li ha colpiti di proposito e Pilota comunica che tra non molto arriverà una nuova tempesta ancora più violenta, che la stazione non reggerà. Le tempeste sono attirate da qualcosa a bordo della stazione e John scopre che a bordo ci sono dei fanatici “Kemper” e Rygel propone di trovarli ed eliminarli. Intanto, D'Argo sta ispezionando la navetta che ha fatto portare su Moya, e nota che suo figlio si è fatto il bagno, ma il ragazzo la prende male e se ne va. D'Argo si avvicina a Chiana dicendole di trovarla attraente e vorrebbe parlarle, ma lei gli dice di non essere pronta ad affrontare l'argomento poi lo lascia per andare a controllare altri portelli della nave. I DRD vengono utilizzati per trovare la fonte che attira le tempeste. Stark nota che qualcosa in Zhaan non va e la obbliga a togliersi il velo e nota che le piaghe stanno infettandosi più velocemente del previsto. La donna cerca di rassicurarlo. Aeryn contatta Mordi che le dà altre indicazioni, poi sente la voce della bambina e si dirige verso di essa. Jothee sta dicendo a Chiana che sospetta che suo padre sappia di loro quando arriva e intuisce che c'è qualcosa di strano tra i due e dice di sentire uno strano odore e gli chiede perché si trovano lì. Chiana gli risponde che stavano controllando la capsula e poi gli chiede se per caso ha parlato con Rygel. D'Argo capisce che Chiana l'ha tradito con Jothee, a cui mostra il tatuaggio che aveva preso per Chiana e glielo imprime addosso con la forza e poi se ne va, ma non prima di avergli detto che l'odore che aveva sentito proveniva dalla capsula bruciata. Sulla stazione, i DRD hanno individuato il segnale, che proviene da Borlik, che cerca di scappare ma viene fermata da John. La donna comincia a recitare una frase: “Lak Marù Kabè”, continuamente, e poi lievita sul soffitto e ci rimane attaccata come fosse una calamita, continuando ad inviare il segnale. Rygel la vuole uccidere, ma Mordi lo ferma dicendogli che se colpiranno il tubo a cui è attaccata, nessuno si salverà, poiché è fatto di acciaio idro-onium, e la donna gli dice che presto verranno colpiti dall'Apocalisse Purificante. Pilota ha un'idea per staccarla da lì, mentre Aeryn è quasi arrivata dalla bambina. Pilota vuole utilizzare una delle capsule composte da idro-acciaio, in modo da deviare la tempesta attirandola su di loro. John va da D'Argo, dicendogli che sa tutto, e per chiedere il suo aiuto per liberare Moya dai cavi, ma l'uomo ha il cuore a pezzi. Aeryn non riesce a trovare la bambina e il tempo stringe. John sta facendo la predica a Chiana e a Jothee, mentre D'Argo si dà dello stupido, poi contatta Pilota per dirgli che sta per uscire da Moya, gli dice addio e va a liberare la nave dai cavi. John e Stark portano la capsula sulla stazione, l'aprono e ci fanno cadere Borlik all'interno e la chiudono dentro. D'Argo ha ancora due cavi da staccare. Tanto Pilota quanto Chiana gli dicono di aspettare l'arrivo di John, ma l'uomo non li ascolta e viene colpito da una scarica elettrica che gli fa perdere i sensi. John cerca di raggiungere D'Argo e Pilota gli dice che Moya è disposta a staccarsi dai cavi con la forza, se necessario. Nel frattempo, Aeryn è davanti alla porta dove c'è la bambina e chiede a Mordi il codice di apertura, ma muore prima di dirglielo. Rygel cerca di convincerla a tornare indietro, ma Aeryn decide di far saltare la porta con l'esplosivo appena comprato. Quando la porta si apre scopre che intrappolati c'era più di un bambino. All'esterno di Moya, John trova D'Argo e insieme liberano la nave. Ora possono muoversi per attirare su di loro la tempesta, ma D'Argo non vuole rientrare. Aeryn sta portando fuori i bambini, mentre Zhaan le dice di fare più in fretta. John convince D'Argo a rientrare e lo affida a Chiana, ma l'uomo le dice che sia lei che Jothee devono stargli lontano. Intanto, Borlik si è liberata e si è attaccata ad una paratia di Moya, ma John ordina a Pilota di staccarla e farla volare nello spazio, dove viene colpita in pieno dalla tempesta. I bambini sono in salvo e Stark li vuole condurre su un pianeta sicuro. John sta parlando con Aeryn ma vengono interrotti da Rygel. Jothee sta dicendo a Chiana che vuole lasciare Moya senza dirlo a nessuno, ma D'Argo li sta ascoltando e scopre così che Chiana l'ha fatto apposta perché non si sentiva pronta alla vita che l'uomo aveva deciso anche per lei.
- Guest Star: Matt Newton; Leeanna Walsman; Thomas Holesgrove

## Una scelta difficile - Ferite auto inflitte Parte1
- Titolo originale: Could'a, Would'a, Should'a - Self inflicted wounds P. 1
- Diretto da: Tony Tilse
- Scritto da: David Kemper

### Trama
D'Argo vorrebbe gettare le capsule degli Interion nello spazio, ma Aeryn gli ricorda che per John sono importanti. L'uomo manifesta ad Aeryn la sua rabbia nei confronti di Chiana e Jothee per quello che hanno fatto, ma non si sente ancora pronto per parlargliene. Zhaan sta peggiorando e Stark la osserva con tristezza. Anche Pilota dice a John di essere preoccupato per le condizioni della donna, poi mostra a John che si trovano di fronte ad un tunnel spaziale. Crichton si esalta e ordina a Pilota di iniziare una serie di analisi mentre lui intende uscire col suo modulo, quando Pilota registra l'avvicinarsi di un'altra nave ad altissima velocità. John la vede uscire dal tunnel e gli ordina di effettuare uno starburst, ma è troppo tardi e la nave aliena si scontra con Moya, che subisce innumerevoli danni. Pilota subisce gli effetti dello scontro, quando dalla nave escono due individui, che non capiscono e non riescono a comunicare, così, John, ordina ai DRD di impiantargli i microbi traduttori, ma ci riesce solo sulla donna, Niala, che risulta alla loro gente contaminata, che gli dice di essere il comandante del vascello di ricerca Radoss Lanar. Nel frattempo, Pilota sta male e vomita su D'Argo e Stark, e poi gli chiede di scollegarlo. Niala deve riparare il generatore Fastilium e poi riattivarlo, e rimane con John, mentre Aeryn mostra Moya all'altro alieno, Kritago. Zhaan è nella sua stanza e viene raggiunta da Stark al quale dice che la sua morte è vicina, poiché ha avuto la visione di un serpente. John e gli altri discutono su cosa fare per preparare Moya ad effettuare lo starburst una volta che gli alieni saranno fuori dalla nave. Chiana cerca di recuperare il suo rapporto con D'Argo, ma lui non ne vuol sapere. Rygel ha aperto una delle capsule, che contiene il corpo di una ragazza. John la sveglia, ma non sembra essere molto socievole. Crichton le dice che forse le loro razze hanno qualcosa in comune e poi le chiede come si chiama, la ragazza gli risponde: “Joolushko Tunai Fenta Hovalis”, che John ribattezza semplicemente “Jool”, e le dice che è rimasta all'interno della capsula per ventidue cicli, al che, la donna inizia a gridare e, contemporaneamente, Aeryn comunica di tenersi pronti allo starburst, ma qualcosa va storto e John ordina a Pilota di fermare tutto. Zhaan cerca di medicare uno degli alieni, ma senza microbi traduttori è impossibile, così si rivolge a Niala che però le fa sapere che non lascerà contaminare nessun altro. Pilota perde conoscenza, ma serve il suo aiuto. Aeryn si offre di prendere il suo posto, poi dice a John di non avere fiducia in Niala e di non fidarsi troppo, ma John è eccitato dall'idea dei tunnel spaziali. Crichton mostra a Niala il suo modulo, col quale andrà nel tunnel con il suo congegno spaziale. Zhaan comunica a Niala che Kresto è morto. Aeryn ha sostituito Pilota e dice a Stark che riusciranno a salvare Zhaan. Gli alieni parlano tra di loro, devono portare a termine la loro missione ad ogni costo. Intanto, Jool è con Rygel che sta per metterla al corrente di come sono morti i suoi cugini quando arriva Chiana che lo interrompe in tempo. Le due donne non sembrano andare troppo d'accordo, fortunatamente arriva John, che si porta via Rygel. John è a bordo del suo modulo con Rygel e Niala gli dà alcune direttive. Una volta entrato nel tunnel spaziale attiva il dispositivo che gli ha dato Niala, per registrare immagini e coordinate da dentro, e improvvisamente la nave si stabilizza. Su Moya, D'Argo è con Aeryn e si sfoga con lei, ma alla fine finiscono per parlare di John, quando dalla buca di Pilota esce un serpente. Sul modulo di Crichton, Rygel tocca un comando e lo fa uscire dal tunnel. John lo colpisce e ritorna al suo interno per poi dirigersi su Moya attraverso la rete di attracco. Aeryn aggredisce Niala per via del serpente, la donna le dice che quella creatura vive all'interno dei tunnel spaziali. Jool, vedendo la “bestiola”, ricomincia ad urlare, causando dei danni strutturali a Moya, e scoprono che il tunnel spaziale la sta uccidendo. Intanto, Rygel vorrebbe uccidere John, ma Zhaan lo fa ragionare. John, nel frattempo, sta visionando le registrazioni effettuate con il dispositivo di Niala e si ritrova a parlare con Harvey/Scorpius, al quale chiede se pensa che Scorpius sia ancora vivo, e per lui lo è. Harvey lo esorta ad impadronirsi una volta per tutte della tecnologia dei tunnel spaziali. Dopo una breve riunione, tutti sono propensi ad abbandonare Moya, tranne Zhaan, ma Niala ha un'idea e gliela espone. Zhaan vuole tentare il tutto per tutto pur di salvare la nave. Intanto, Rygel si vuol vendicare di John dicendo a Jool che uno dei suoi cugini è morto per salvargli la vita. Chiana va da Zhaan e la donna ha parole sagge per lei. John è con Aeryn e, quando lo lascia da solo, viene aggredito da Jool che vuole ucciderlo per aver rubato una parte di cervello da suo cugino, quando arriva D'Argo che la colpisce facendole perdere i sensi. John e D'Argo sono davanti alla nave che quest'ultimo ha trovato, ma ancora non sa come accedervi e poi ordina a John di rinchiudere Jool da qualche parte. Gli alieni, intanto, mandano via una di loro in modo che possa consegnare alla propria gente i documenti che possiedono. Niala crea un diversivo. Chiana sta ispezionando Moya quando chiama tutti che la raggiungono. Aeryn prende una decisione per tutti: abbandonare Moya al suo destino e salire a bordo della nave di Niala. Zhaan dice a Stark di avere fallito, mentre Chiana è con D'Argo che le dice di non voler tornare con lei ma che, in un momento come questo, non la lascerà da sola. Niala si confronta con Aeryn, mentre John è con Pilota, quando vede un'immagine che di sicuro proviene dalla Terra, ma viene raggiunto dal serpente che lo aggredisce.
- Guest Star: Tammy Macintosh; Victoria Longley; Nicholas Hope

## La ruota gira - Ferite auto inflitte Parte2
- Titolo originale: Wait for the wheel - Self inflicted wounds P. 2
- Diretto da: Tony Tilse
- Scritto da: David Kemper

### Trama
John è sotto attacco da parte del serpente, ma riesce a metterlo in fuga sparandogli contro. Aeryn e Zhaan sono con lui e l'uomo gli dice di aver visto un'immagine proveniente dalla Terra e che, secondo i suoi calcoli, non è molto lontana da loro. Zhaan nota del sangue che appartiene alla razza di Niala, ma John le dice che, a parte lui e il serpente, non c'era nessun altro. Al che, capiscono che gli alieni riescono a rendersi invisibili. Nel frattempo, Niala è con uno dei suoi, ed è decisa a far credere all'equipaggio di Moya che la nave sta morendo, per convincerli ad abbandonarla. Chiana, Rygel e John parlano di sabotaggio da parte degli alieni, mentre Aeryn, D'Argo e Stark non si fidano più di John, ma Zhaan gli dice che si devono attenere al piano, indipendentemente dal fatto che Chiana e Rygel siano o no d'accordo con loro. Entrambi i gruppi stanno studiando un modo per smascherare gli alieni senza farsi scoprire. Nel frattempo, Jool è stata legata ed imbavagliata. John è davanti alla navetta di D'Argo quando l'uomo scende per poi risalire a bordo con John. Sta cercando di capire come funziona, e perché sente questo strano legame con essa. Rygel si trova al nono livello sotto Pilota, dove trova l'aliena morsa dal serpente morta, e Aeryn gli dice di prelevarle alcune setole. Zhaan perde il controllo per via di ciò che le sta succedendo. Aeryn le dice che forse non è stata una mossa intelligente salvarle la vita, ma Zhaan la rincuora. Intanto, Stark sta effettuando delle riparazioni e si ritrova a discutere con Jool, fino a dare di matto facendola gridare quando un circuito che aveva appena riparato salta e percepisce la presenza di qualcuno nella stanza oltre a loro. Zhaan, John e Aeryn sono con Niala che cerca una giustificazione per ciò che ha fatto a Moya per poter portare a termine la sua missione. Nel magazzino, intanto, altri circuiti vengono fatti saltare e D'Argo ordina ai DRD di localizzare l'alieno, quando Chiana viene colpita ad una gamba da una setola avvelenata. D'Argo l'insegue e riesce a colpirlo uccidendolo, poi contatta Zhaan, che dice a Rygel di portarle la setola che ha raccolto dal cadavere dell'aliena e portargliela in laboratorio, poi mette le manette a Niala e la minaccia, dopodiché se ne va. Il generatore ha raggiunto la fase di ottimizzazione. John e Aeryn chiedono a Niala una spiegazione e l'aliena spiega loro che la cellula di energia si ricaricherà un'ultima volta e quando si svuoterà sapranno se le due navi sono destinate a separarsi. Il reattore si sta disattivando in modo permanente e hanno una sola possibilità per non morire. Dopodiché, Niala esegue una sequenza e gli dice che molto probabilmente Moya verrà distrutta. Lungo i corridoi di Moya, Rygel dice a D'Argo e Stark che non è d'accordo col piano che hanno approvato, ovvero, una volta che Niala sarà entrata nel tunnel spaziale e Moya sarà liberata nello spazio aperto, di partire a starburst. D'Argo vuol far ricollegare Pilota ai sensori esterni di Moya. Aeryn e John si stanno organizzando sul da farsi, quando Jool inizia a gridare perché ha di fronte il serpente, che ormai fa parte della loro realtà a causa del generatore che è a piena potenza. Nel laboratorio, Zhaan è riuscita a salvare Chiana, quando ha un malore e D'Argo la sorregge. John libera Jool nominandola sua vice e le dà un'arma e deve controllare il pannello di Niala. Jool non se la sente di farlo, ma non ha scelta. John la lascia da sola con Niala che, approfittando di un urlo della ragazza, si libera delle manette. Aeryn e John vengono inseguiti dal serpente, ma riescono a mettersi in salvo salendo sulla nave di D'Argo e in qualche modo riescono ad ucciderlo. John chiude le camere esterne, mentre Aeryn sta controllando la giunzione quattro, che è aperta, così come il terzo livello e gli altri già visionati sono compromessi, e il tempo sta per scadere. Zhaan prega la sua dea affinché salvi Moya. Aeryn raggiunge Pilota, dove c'è aria respirabile e, tramite le secrezioni surrenali di Moya tentano di rianimare Pilota. Jool chiede a John perché questa nave è così importante per loro e lui le dice che Moya è una di famiglia, quando Harvey gli si materializza davanti e gli dice che non vuole più stare nel cassonetto, poi gli dà dei suggerimenti per salvare Moya. John cerca di contattare Jool, che è stata colpita da Niala. Aeryn scalcia Pilota per farlo riprendere e far scorrere l'adrenalina nel suo corpo. John raggiunge Niala e cerca di trovare un accordo con lei, ma non vuol sentire ragioni. John cerca di fermarla senza riuscirci e la donna tenta di ucciderlo con le sue setole, ma l'urlo di Jool le distrugge e John la uccide. Ormai non c'è più tempo. John cerca di far ricordare a Jool la sequenza inserita da Niala, ma la ragazza non la ricorda. La struttura di Moya comincia a collassare, ma nessuno vuole lasciare Moya e Pilota deve inizializzare lo starburst e attivarlo sette microt dopo che la nave di Niala avrà liberato Moya. Ma c'è un problema, qualcuno deve attivare il generatore Fastilium. Aeryn si offre volontaria, ma Zhaan glielo impedisce dicendo che sarà lei a salire a bordo della nave aliena, poi mostra ai suoi amici l'avanzata degenerazione delle sue cellule. Si congeda da tutti loro con parole d'affetto, lasciando Stark nello sconforto totale, e chiedendo a quest'ultimo di accompagnarla con lo spirito nel suo ultimo viaggio, dopodiché viene risucchiata a bordo della nave aliena che si stacca da Moya, smaterializzandosi sotto ai loro occhi uccidendola. Moya e il suo equipaggio sono trascinati all'interno di un tunnel spaziale, Aeryn prende i comandi manuali e riescono a tornare nello spazio. Rygel è con Pilota, entrambi sentono già la mancanza di Zhaan, mentre Chiana discute per l'ennesima volta con Jool. D'Argo si è rinchiuso sulla sua nave, mentre Aeryn sta parlando con Stark del suo perduto amore. John è nella stanza di Zhaan, in compagnia di Harvey/Scorpius guardando un video dei “tre marmittoni”.
- Guest Star: Tammy Macintosh; Victoria Longley; Nicholas Hope

## …Destinazioni diverse
- Titolo originale: Different destinations
- Diretto da: Peter Andrikidis
- Scritto da: Steve Worland

### Trama
John, Aeryn, D'Argo, Stark e Jool sono scesi su un pianeta estinto, all'interno di un monastero dove si trova un monumento commemorativo alla pace dove, tramite dei visori, possono vedere la storia del loro passato. Aeryn e Jool litigano e vengono separate da D'Argo, mentre Rygel e Chiana sono rimasti a bordo di Moya e a Pilota serve ancora un arn di tempo per sistemare i condensatori e poter ripartire. Rygel è nella stanza di Zhaan, intento ad arraffare qualcosa, ma dopo aver parlato con Chiana desiste dal suo intento. John vuole mostrare a Stark una cosa tramite il visore, ma dopo un po' l'uomo dà i numeri per le innumerevoli morti che vede e vengono trasportati indietro nel passato del popolo che abitava il pianeta e sono sotto attacco. Trovano rifugio all'interno delle mura del monastero, ma vengono circondati. Aeryn dice loro di essere stati mandati come rinforzi. Dopo averli convinti, vengono attaccati dai Vennek. Aeryn protegge Dekon che, stando alla storia dei pacificatori era un vero e proprio eroe, ma l'ufficiale Turner muore. Pilota chiede informazioni a Chiana, poiché le istruzioni d'orbita automatizzata erano trasmesse in “Giokaceano”, mentre Moya ha ricevuto una richiesta di lasciare l'orbita in dialetto “Vennek” di base, Chiana gli dice di contattare John e D'Argo, mentre lei controlla le frequenze. Aeryn, John e D'Argo sono d'accordo sul fatto di non modificare la storia, mentre le infermiere che si trovano nel monastero curano Jool, ferita durante l'attacco dell'Orda. Aeryn, parlando con il sottufficiale Dekon, scopre che, in realtà, il ragazzo era stato assoldato come supervisore alle comunicazioni e che è un cuoco, e non un combattente. John sta parlando col prigioniero, il generale dei Vennek, Graims, mentre Stark, tramite il visore, riesce a localizzare la fessura temporale, e Jool ne viene risucchiata ritornando nel giusto tempo. D'Argo va a recuperare gli altri, ma la storia risulta modificata e Stark va in crisi. D'Argo, Aeryn e John vogliono che indossi di nuovo il visore per ritrovare la fessura, ma Stark si rifiuta. Con la loro presenza hanno cambiato la storia condannando milioni di persone. John ha un piano per riportare tutto a posto, ma Aeryn è convinta che non funzionerà. Nel frattempo, Jool è tornata su Moya e litiga con Chiana. Pilota scopre che il pianeta ha subito un conflitto armato circa cinquecento cicli or sono. Nel passato, Aeryn si ritrova a parlare con Dekon di morte e paura. John parla col generale e scopre che il motivo del conflitto è l'acqua che, all'esterno si è prosciugata e l'unica fonte rimasta si trova all'interno del monastero, e che l'Orda è pronta a tutto pur di averla, anche se lui vorrebbe la pace. Un'infermiera sta medicando D'Argo, capisce che sono in minoranza e chiede all'uomo di prendersi cura di sua figlia, qualora dovesse succedergli qualcosa. Stark conosce Sintrina, una ragazzina che ha perso il padre. John vuole liberare il generale Graims affinché convinca la sua gente a firmare una tregua ma, una volta saliti sulla mura, l'infermiera gli spara uccidendolo, mandando all'aria il piano di John, che viene catturato e legato. Quando la donna sta per ucciderlo, la figlia della donna, Sintrina, glielo impedisce. Crichton cerca di spiegarle che i capi Vennek volevano la pace, ma il suo gesto ha compromesso tutto. Aeryn si arrabbia con lui per non averla informata. Un soldato dell'Orda manda loro un messaggio in cui li informa che all'alba tutti i civili Giokaceani verranno uccisi. John si trova sempre legato, con Harvey/Scorpius che gli suona l'armonica, ma stranamente non ha alcun suggerimento da dargli. Aeryn propone a John di registrare un messaggio in cui dichiarano di volersi arrendere, ma John non è d'accordo, vuole risistemare la linea temporale, e c'è un solo modo per farlo, Dekon deve morire, proprio come nel passato che hanno visto, dopodiché devono attraversare la fessura. Stark sta pregando per i morti, mentre D'Argo fa la conoscenza di Sintrina, che ha paura di essere dimenticata, e lui le dice di lasciare un segno inciso. Dekon, intanto ha preparato il messaggio di resa totale. Aeryn si offre di consegnarlo, ma lui glielo impedisce e sale sul muro, dove viene ucciso con una freccia nel petto. Su Moya, il pianeta è completamente morto a causa di un feroce conflitto militare. Intanto, al monastero, Stark non riesce a ritrovare la fessura quando vengono attaccati dall'Orda. John si fa slegare da Aeryn, nonostante la madre di Sintrina abbia cercato di impedirglielo. Ora seguiranno il piano di Aeryn. L'Orda irrompe e ha inizio il combattimento. Pilota dice a Chiana di guardare lo schermo, il pianeta è sparito e la ragazza vuole uscire per andarli a cercare. Intanto, sul pianeta, si continua a combattere e a morire. L'Orda subisce ingenti perdite e si ritirano. Chiana è fuori con una navetta. La fessura è tornata e Stark non vede nessuna morte. D'Argo si congeda da Sintrina e raggiunge Stark alla fessura. John parla con l'infermiera e le dice di non preoccuparsi, che andrà tutto bene e ci sarà la pace, poi se ne va. Aeryn sta onorando il corpo di Dekon, poi raggiunge gli altri e insieme attraversano la fessura tornando nel loro tempo. Chiana li raggiunge mettendoli al corrente di quanto è successo mentre non c'erano, ma che purtroppo, la storia è stata modificata. I Vennek li hanno sterminati tutti, e John si sente responsabile di quanto accaduto. D'Argo trova il segno lasciato da Sintrina.
- Guest Star: Tammy Macintosh; Dan Spielman; Lucy Bell; Marshall Napier; Terry Serio; Basia A'Hern

## Mangiami
- Titolo originale: Eat me
- Diretto da: Ian Watson
- Scritto da: Matt Ford

### Trama
John si trova a bordo di una navetta di Moya con D'Argo, Chiana e Jool. Hanno dei guasti e devono tornare al più presto su Moya, quando la vedono in lontananza, ma non è la loro nave, ma un altro leviatano che porta ancora il collare dei pacificatori. Purtroppo non possono far altro che atterrare. Una volta scesi danno un'occhiata in giro, la nave è semidistrutta, quando D'Argo viene attaccato da una strana creatura che Chiana prontamente elimina. Per aggiustare la loro navetta hanno bisogno di un cavo “trikei” e delle bobine “nerium”. Jool propone di prendere un'altra navetta, ma a bordo non ce ne sono, e nemmeno capsule di salvataggio. John e D'Argo vanno a cercare i pezzi, mentre Jool decide di rimanere alla navetta e John costringe Chiana a rimanere con lei. Crichton e D'Argo si trovano davanti ad una porta che non si vuole aprire quando, improvvisamente si apre e, una volta che sono entrati, si richiude dietro di loro. Lungo il tragitto, D'Argo trova dei resti di ossa, con molta probabilità sebaceane. John è intenzionato a trovare il “pilota” della nave, mentre D'Argo trova i cavi trikei e non è d'accordo con lui e vuole scendere al livello sette, ma John insiste e, dopo aver discusso, i due si separano. Jool e Chiana si allontanano dalla navetta. Chiana provoca Jool colpendola al volto quando la porta si apre e l'attraversa, ma si richiude dietro di lei lasciando Jool dall'altra parte. Sulla nave, intanto, un alieno dall'aspetto sinistro si aggira per i corridoi. D'Argo trova una bussola, mentre John raggiunge il pilota, che è circondato da individui che lo stanno mordendo ma che riesce a mettere in fuga. Il pilota è terrorizzato e John cerca di calmarlo, quando questi gli chiede di ucciderlo, poiché Groghen se lo sta mangiando. Chiana, nel frattempo, si aggira per la nave e si ritrova circondata e aggredita da un gruppo di persone, gli Xarai (pacificatori), ma lei riesce a difendersi. John, è sempre con pilota che gli dice che la nave Roviun trasportava prigionieri Clishaal. Chiana viene ferita e chiama D'Argo e John che accorrono in suo aiuto. Chiana fugge e D'Argo si trova davanti a Karevak, che lo intrappola in una bolla. John viene attaccato e Chiana lo raggiunge e assistono alla rimozione del cervello di D'Argo da parte di Karevak. Chiana, in preda alla disperazione, inizia a sparare all'impazzata. Su Moya, intanto, Pilota parte a starburst perché la nave ha ricevuto una richiesta d'aiuto da Talin. Aeryn tenta di contattare Creis, ma né lui né Talin rispondono, così, la donna, decide di salire a bordo per capire cosa sta succedendo. Talin ha subito parecchi danni e Creis è privo di conoscenza. Sull'altro leviatano, Chiana vorrebbe dare degna sepoltura a D'Argo quando incontrano due Xarai che si stanno mangiando la nave e John li uccide, dopodiché, con Chiana, cercano una via di fuga. Nel frattempo, Jool è ancora da sola e terrorizzata quando si apre la porta e si rifugia sulla navetta. John e Chiana sono tornati da Pilota e vogliono le bobine di nerium, ma quest'ultimo non sembra ben disposto a collaborare. Intanto, Chiana brucia il corpo di D'Argo e lo getta di sotto. I due non si spiegano come mai hanno utilizzato una nave per un solo prigioniero, quando vengono aggrediti da Karevak che atterra John e insegue Chiana che tenta di scappare ma viene imprigionata nella bolla come D'Argo e clonata. Karevak ne mangia una e l'altra fugge terrorizzata. Su Talin, Aeryn e Rygel sono con Creis. Rygel rimuove il controllo neurale da Creis, quando Talin inizia a precipitare. Aeryn se lo fa restituire e glielo rimette a posto, stabilizzando la nave. John, intanto, si è ripreso e si mette a cercare Chiana che è sconvolta e si sta nascondendo. John torna dal Pilota e gli dice che vuole riprendere il controllo della nave. Nel frattempo, Karevak si trova da D'Argo che è ancora vivo ma tenuto prigioniero. Chiana sembra aver perso la ragione. John cerca di ricollegare il Pilota, ma questi non riesce a raggiungere la console. D'Argo offre a Karevac la possibilità di salvarsi andandosene via di lì, ma a questi non interessa, l'unica cosa che vuole è che D'Argo si riproduca con una Clishaal, quando la nave inizia a riattivarsi. John fa forza a Pilota e tenta di ricollegare il cavo del nexus centrale quando sente il Pilota gridare ma quando arriva lo trova morto. Karevak lo ha ucciso. Aeryn vuole andare a recuperare gli altri, mentre Rygel vorrebbe partire a starburst, al che, la donna lo minaccia e poi se ne va. Jool, intanto, aspetta che gli altri la raggiungano. John sta aspettando Karevac, mentre Chiana ritrova D'Argo vivo e lo libera per andare a cercare Crichton. Karevak ha raggiunto John, quest'ultimo vuole partire a starburst nonostante la nave non ne abbia la possibilità. Jool sta per spararsi alla testa quando la nave sobbalza e sbaglia il colpo e Chiana assiste alla scena. John viene aggredito da Karevak che a sua volta viene aggredito dai Clishaal. John e D'Argo raggiungono Chiana e Jool e lasciano la nave prima che questa esploda, ma hanno una sorpresa, i John sono due. Su Moya, Stark sta medicando la ferita di Chiana mentre D'Argo inizia a domandarsi se lui è l'originale o è il clone. I due John, intanto, da ore vanno avanti facendo le stesse identiche cose sotto gli occhi di Aeryn e Rygel.
- Guest Star: Tammy Macintosh; Shane Briant; Lisa Griffiths

## Condivisioni
- Titolo originale: Thanks for sharing
- Diretto da: Ian Barry
- Scritto da: Clayvon C. Harris

### Trama
Jool sta medicando Creis, mentre Moya è collegata a Talin e gli sta facendo una trasfusione, ciò fa sobbalzare la nave. Nel frattempo, John 1 e John 2 sono con Aeryn e discutono su chi sia l'originale e chi il clone. Aeryn decide di dare a John 1 una maglietta per distinguerli. Talin sta morendo, necessita del Cromextin che D'Argo, Rygel e Chiana sono andati ad acquistare sul pianeta Kanvia. I due John litigano su chi di loro sarebbe dovuto andare con loro, e John 2 dice che non si fida a lasciare Creis su Moya, anche se l'uomo è in coma sotto uno stabilizzatore medico. Al che, Aeryn propone a John 1 di tenere d'occhio Creis mentre John 2 di salire su Talin ad aiutare Stark. Intanto, sul pianeta, Rygel sta trattando per l'acquisto del Cromextin, ma gli dicono che deve parlare con il direttore della sicurezza, che entra con un suo uomo e comincia a dar fastidio a Chiana. D'Argo interviene picchiandoli mandando all'aria l'accordo. Su Talin, Stark e John 2 si rendono conto che la nave è ridotta molto male, e il nexus del condotto primario è sovraccarico, ed è impossibile rimuovere il controllo neurale che collega la nave a Creis senza ucciderli entrambi. Su Moya, John 1 va da Jool, che continua a far di tutto per salvare Creis, ma non sembra ottenere alcun risultato. John 1 le dà un campione del suo sangue da analizzare, per stabilire che è lui l'originale. Dopo un attimo di riluttanza, la ragazza accetta di analizzare il campione. John 1 esce dalla stanza e Creis si riprende aggredendo Jool, ma sentendo le sue grida torna indietro impedendo a Creis di strangolarla e vengono raggiunti da Aeryn. Creis è sorpreso nel vedere la donna ancora viva, poi gli dice che sono stati attaccati dai pacificatori. Rygel è davanti all'alto comando per scusarsi e trattare per l'acquisto del Cromextin, ma questi non intendono fare affari con loro e gli concedono un arn di tempo per lasciare il pianeta, o useranno la forza. Su Moya, Creis accede ai diari di Talin e Aeryn riconosce la neve, un “vigilante di classe Pantek”, una squadra di recupero. I pacificatori vogliono riavere Talin. Creis vorrebbe tornare su Talin, ma Aeryn glielo impedisce. Rygel è tornato sulla navetta pronto a tornare su Moya, ma Chiana e D'Argo cercano un canale alternativo per procurarsi il Cromextin, e hanno manomesso la navetta per impedirgli di andarsene. John 1 lascia Aeryn e Creis e quest'ultimo dà alla donna un video in cui vede una registrazione di quando era bambina e conosce finalmente sua madre, Xhalax Sun, e scopre di essere stata concepita per amore, e non per errore o perché doveva rinforzare i ranghi, ma Creis le dice anche che fa parte di un battaglione d'élite, e che è lei a dargli la caccia. Jool chiede a John 1 un campione di tessuto da analizzare. Sul pianeta, il figlio del comandante, ordina di aprire il fuoco contro Moya e Talin, nascoste nella bonosfera. Stark e John 2 vorrebbe scendere, ma non possono o verrebbero colpiti, e nemmeno salire, o verrebbero rilevati dai pacificatori. D'accordo con Creis, decidono di attivare le armi di Talin e John 1 ordina a Pilota di portare sotto lo strato delle nubi del pianeta per aprire un canale di comunicazione. John 2 minaccia di attaccarli se non cessano il fuoco, al che, il sovrano di Kanvia, Rinik Prelanot, ordina il cessate il fuoco e lo invita a scendere sul pianete per trattare l'acquisto del Cromextin. John 2 fa la conoscenza di Rinik Prelanot, di suo figlio Rinik Tolven, direttore della sicurezza e sua figlia Rinik Sarova, direttrice dei servizi. John 2 cerca di fargli capire che vogliono solo fare affari, dopodiché se ne andranno, ma Tolven gli fa mettere sulla testa uno Stranat, una specie di granchio che rileva l'andamento delle onde cerebrali ed è sensibile alle dissonanze cognitive, e se menti ti uccide. Dal momento che John 2 non sta mentendo, Prelanot glielo fa rimuovere. Su Talin, intanto, Aeryn e Creis non possono fare nulla fino a quando non avranno il Cromextin. Creis le dice che si deve unire a loro, dal momento che è coinvolta sua madre. Talin non si lascerà prendere senza combattere, e spera che la sua presenza a bordo possa offrire un'altra soluzione. John 2 dice a D'Argo che occorre un po' di tempo perché riescano a procurargli sei “lenet”, nel distretto non ne hanno abbastanza. Chiana vorrebbe attaccare e procurarselo, ma D'Argo non sembra dello stesso parere, quando una donna si avvicina a John 2 e gli consegna un congegno, è un telefono. Sarova vuole parlargli in privato a proposito del Cromextin, che non hanno intenzione di dargli, così gli chiede di incontrarsi in un corridoio sul retro del locale. John 2 ci va accompagnato da Chiana e D'Argo che però rimangono nascosti. Sarova porta John 2 all'interno del suo locale privato, ma finché sono dentro, qualcuno immette all'interno una sostanza gelatinosa arancione e successivamente una blu che, mentre i due stanno parlando si unisce ed esplode. John 2 riesce ad impedirgli di uccidere la donna, ma rimane gravemente ferito. D'Argo e Chiana accorrono in suo aiuto e lo riportano su Moya, dove Jool tenta di salvargli la vita, ma ha perso molto sangue e John 1 si offre di darglielo. John 1 sta meglio e viene raggiunto da Jool che gli dice che sia lui che l'altro John sono identici. John 1 entra nella stanza ed è intenzionato a portare a termine la missione e si fa raccontare da John 2 quello che sa. Sul pianeta, Tolven accusa sua sorella di essersi incontrata di nascosto con John 2, e di avere dei testimoni che li hanno visti, e che l'uomo, dopo l'esplosione, era ferito. La donna nega, quando entra John 1 che non presenta un graffio, che dice di avere due navette pronte per il trasporto del Crometix. John 1 si finge sorpreso di quanto successo a Sarova, ma Tolven chiede a John 1 una spiegazione, dicendo che qualcuno lo ha visto con la donna. Prelanot ha dei dubbi al riguardo. Al che, John 1 si alza e prende lo “stranat” e se lo mette sulla testa. Passato il test, Prelanot ordina che gli sia consegnato il carico. Su Moya, John 2 si alza dal letto e viene informato da Aeryn che parte del carico è stato portato su Talin, e che Creis tenterà di ripristinare lo starburst, ma John 2 non si fida di lui e chiede ad Aeryn se si fida. La donna gli dice di credere alle sue parole. Su Talin, Creis dice a Stark, Chiana e Rygel di spargere il Crometix sulla nave, ma qualcosa non va e Talin comincia ad avere le convulsioni. Jool analizza il Crometix e scopre che vi è stato aggiunto del Clorium, un narcotico che stordisce i leviatani. John 2 vorrebbe che Jool filtrasse via il Clorium, ma la ragazza non ne è capace, allora si rivolge a Pilota chiedendogli se Moya sarebbe in grado di filtrarlo, e lo fa. Aeryn e John 2 salgono su Talin, mentre Chiana e Jool immettono il Crometix nei filtri di Moya. Aeryn e John 2 scendono al di sotto della bonosfera, mentre John 1 e D'Argo si sentono “fregati” da Tolven e gli mette sulla testa lo stranat. Scopre così che non è stato lui a tentare di ucciderlo, ma alla domanda del padre se lo ha tradito, questi mente e viene ucciso. Creis sta ripristinando alcune funzioni di Talin con l'aiuto di Stark quando vengono raggiunti da Aeryn e John 2. Nell'ufficio di Prelanot, Sarova ordina di lanciare i missili contro Moya e Talin, il padre non è d'accordo, e la donna lo uccide e fa aprire il fuoco. Sotto i colpi, le due navi non possono far altro che lasciare la bonosfera e Creis ordina a Pilota di sganciarsi da Talin per partire a starburst, successivamente, anche Moya effettua uno starburst, poco prima che i pacificatori li raggiungano. In un vicolo del pianeta, Sarova si trasforma in una creatura, che aveva ucciso la donna nel locale, e viene raggiunto dal comandante Xhalax Sun. Su Moya, John 1 si accorge che John 2 gli ha rubato “Wynona”, la sua pistola, e il suo taccuino con la penna e lo fa andare in bestia, soprattutto perché è rimasto a bordo di Talin con Aeryn. Su Talin, Rygel scopre che non potranno tornare su Moya per tanto tempo, fino a quando la squadra di recupero non sarà più per loro una minaccia. John 2 viene a sapere da Aeryn che al comando della squadra di recupero c'è sua madre, ma che per proteggere Talin è disposta anche ad ucciderla.
- Guest Star: Tammy Macintosh; Rebecca Gibney; Robert Bruning; Sandy Winton; Linda Cropper
- Nota: 	Formazione di Moya: John 1; D'Argo; Chiana, Jool e Pilota.

Formazione di Talin: John 2; Aeryn; Creis; Rygel e Stark

## Mostri dagli occhi verdi
- Titolo originale: Green eyed monster
- Diretto da: Tony Tilse
- Scritto da: Ben Browder

### Trama
Talin: John 2 sta cercando di fare delle riparazioni, ma viene distratto dai DRD, quando si accorge che la sua “Wynona” è sparita ed intima a Creis di ridargliela. Nel frattempo, Aeryn è con Creis in sala comandi, la donna cerca di alleviare il dolore a Talin, quando arriva John 2 e Creis deve rimandare la sua conversazione con Aeryn ad un secondo momento e farlo entrare. Aeryn si trova a di continuo in mezzo ai due che non fanno altro che litigare. Ad un certo punto John 2 vede una specie di luna, ma quando si rendono conto che in realtà si tratta di un Budong, ormai è troppo tardi e vengono ingoiati dall'animale. Talin è spaventato e continua a sparare all'impazzata, fino a perdere il cannone. Creis tenta di calmarlo, senza riuscirci, ma Aeryn, dopo un po', ci riesce. Sono finiti in una corrente elettromagnetica che li trascina sempre più giù, all'interno del Budong. A John 2 viene un'idea e, nonostante lo scetticismo di Creis, secondo Aeryn potrebbe funzionare. Utilizzando dei siluri “Tak 5” portatili con arpioni di Ilenium legati a fusione, vogliono ancorare la nave in modo da arrestarne la discesa. Mentre John 2 e Aeryn agganciano gli arpioni, Creis ha qualche problema con Talin che mette in discussione ogni suo ordine. La nave è stata stabilizzata. Nel frattempo, su una navetta, Stark e Rygel arrivano sul luogo dell'appuntamento, ma non trovano Talin e pensano che se ne siano andati, quando Stark riconosce il Budong e spegne tutti i comandi della nave, perché il Budong è attirato dall'elettromagnetismo. Rygel non è d'accordo, ma Stark riesce a spegnere tutto appena in tempo e il Budong li passa via. Su Talin, intanto, Creis ha messo le comunicazioni in modalità riservata per mostrare una cosa ad Aeryn. In un'altra stanza, John 2 trova un chip e decide di guardarlo. Riguarda una conversazione avuta da Aeryn con Creis in cui i due finiscono per avere un rapporto sessuale. John 2 si dirige verso la sala comandi, ed è sconvolto. Quando entra, trova i due in atteggiamento ambiguo. Creis dice a John 2 che vorrebbe far uscire la nave dal di dietro della nave, e dopo, Creis gli comunica che Aeryn ha accettato di farsi installare l'interfaccia neurale per collegarsi a Talin, al che, John 2 esce dalla stanza ed Aeryn lo segue. L'uomo le dice di aver visto il e finiscono per litigare. Stark ha legato ed imbavagliato Rygel, ma quest'ultimo, riesce a farsi togliere il bavaglio e gli vomita addosso riuscendo a liberarsi. Su Talin, Creis sta per impiantare l'interfaccia neurale ad Aeryn, John 2 vorrebbe impedirglielo, ma è chiuso fuori, e la nave non lo lascia entrare. Dopo essere stata connessa a Talin, Aeryn cerca di prendere confidenza con la nave, quando Rygel riesce a mettersi in contatto con loro e viene a sapere che si trovano all'interno del Budong e che vorrebbero uscire dal tratto digestivo, ma Stark li ferma dicendogli che sarebbe un suicidio perché il suo stomaco arde a cinquemila clens, al che, Talin si fa prendere dal panico. Rygel disattiva le comunicazioni. Talin aggredisce Creis e Aeryn chiama John 2 in aiuto, ma quando arriva, Creis è scomparso. Aeryn lo ritrova, sta sganciando i cavi sotto il controllo di Talin. Aeryn deve rimanere alla postazione, quindi ci va John 2 a fermarlo, ed è costretto a sparargli, scoprendo così cosa Talin sta facendo a Creis. Talin sta ferendo Creis e Aeryn è costretta a disattivarlo sganciando i canali beta. John 2 è con Creis e vuole sapere che diavolo sta succedendo e l'uomo gli dice che si tratta di “sanguinamento cibernetico di riflusso”, e che le piaghe sono causate da Talin quando è sotto stress. Talin controlla Creis. John 2 va a controllare i cavi mentre, all'esterno, Rygel vorrebbe riattivare la navetta per andarsene, quando a Stark viene un'idea e vorrebbe comunicarla a Creis, Aeryn e John 2, ma Rygel ha inghiottito un componente per le comunicazioni, quindi Stark decide di riprenderlo con la forza. Aeryn raggiunge John 2, che cerca di riparare i danni, ma mentre stanno discutendo, Stark li contatta e spiega loro il suo piano. Vuole far “vomitare” il Budong, ma dovranno scaricare un po' di combustibile al cesio che unito all'acqua e al ghiaccio producono acqua esplosiva, in modo da venire rigettati fuori, ma non funziona senza una fonte di ignizione. In un primo momento rifiutano, ma ad Aeryn viene in mente di usare i missili, basta solo riattivarne le testate. Mentre John 2 esce per attivare le testate a cinquecento microt dalla detonazione, Aeryn chiama Creis e vanno in sala comandi. Stark farà da “caramella” elettromagnetica per attirare il Budong. La cosa funziona, ma Rygel comincia a brontolare e Stark lo colpisce. John 2 è pronto per attivare la sequenza, ma qualcosa non va, Talin toglie la comunicazione, John 2 preme il pulsante verde e il cavo si sgancia. John 2 sta raggiungendo una porta ma Talin lo chiude fuori. Creis vorrebbe che Aeryn lo lasciasse al suo destino, ma la donna corre da lui, si toglie l'interfaccia neurale e riesce a trascinarlo dentro la nave appena in tempo. Vengono espulsi fuori dal Budong e successivamente Creis recupera la navetta con a bordo Stark e Rygel. Aeryn decide di non rimettersi l'interfaccia, nonostante Creis non condivida la sua scelta. John 2 è seduto in un corridoio della nave e viene raggiunto da Aeryn. Dopo essersi chiariti, finalmente si baciano.

## Il tempo perduto
- Titolo originale: Losing time
- Diretto da: Catherine Millar
- Scritto da: Justin Monjo

### Trama
Moya: John 1 sta camminando quando si trova davanti ad un tunnel spaziale e Scorpius è dietro di lui. In realtà è Scorpius che sta analizzando il chip che ha estratto da Crichton, quando Braca lo chiama, hanno trovato un tunnel spaziale e possono iniziare i test. Su Moya, intanto, John 1 vorrebbe rimanere in quell'angolo si spazio perché sente che nelle vicinanze c'è un tunnel spaziale, ma gli altri non sono d'accordo e vogliono andarsene. Crichton si rivolge a Pilota che lo informa che la nave sta attraversando un ammasso elettromagnetico e John 1 viene attraversato da una strana creatura che lo fa lievitare e cadere a terra privo di sensi. Quando si riprende dice a Pilota che è entrata una luce, ma i sensori di Moya non hanno registrato niente. Quando vede che è in una pozza di sangue e corre preoccupato a cercare gli altri e incontra Chiana che gli dice che forse se l'è sognato, dato che non dorme da dieci giorni solari. John 1 prende un DRD per controllarlo, ma non trova niente di strano. Si siede e si appisola, quando si risveglia ha del sangue che gli cola dal braccio e corre da Pilota, dicendogli che secondo lui ha a che fare con l'ammasso che hanno attraversato, ma Pilota gli riconferma che era innocuo. Intanto, Moya ha qualche problema interno e Jool si lamenta con Chiana quando vengono raggiunte da D'Argo e John 1 che, nonostante non ne abbiano voglia, li costringe a stare con loro. Ma quando Chiana si alza e scivola sul bagnato, John 1 ordina al DRD di mostrar loro la registrazione e notano che ad un certo punto perdono i sensi, ma non ricordano niente. Nel frattempo, sulla nave di Scorpius, Braca lo informa che il predatore ha conservato la sua integrità negli ultimi sei rientri, senza nessuna distorsione gravitazionale. Il tunnel spaziale sta degenerando, quindi hanno poco tempo per testarlo con a bordo un pacificatore. Drilik, capo progetto, si offre volontario. Su Moya, John 1 si informa se anche loro hanno notato qualcosa di strano, ed è così, quando cerca di contattare Pilota ma questi non risponde e decidono d'andare da lui, ma hanno una sorpresa, un'entità aliena, Talip, si è impossessata di lui perché deve catturare ed eliminare il “portatore di energia” malato, che si trova dentro uno di loro. Jool vorrebbe una spiegazione, che non possono darle. John 1 chiede a D'Argo di verificare se sulla nave si sono registrate strane anomalie. Jool crede che sia John 1 posseduto dall'alieno, dal momento che è il primo ad esserne entrato in contatto. Poi Chiana dice con gli altri che forse è Pilota ad essere infetto e che li stia imbrogliando, ma Jool vorrebbe prendere una navetta e andarsene. Esce dalla stanza e D'Argo la segue. Il predatore è tornato, ma una volta aperto l'abitacolo ne fuoriesce il corpo liquefatto. Scorpius affida a Drilik il prossimo collaudo e nomina Cockiure Strapper nuovo capo progetto. D'Argo e John1 vanno da Talip insistendo per parlare con Pilota, che gli conferma la presenza del portatore. Talip gli spiega che il portatore è un bambino e li può possedere, ma che lui non può inserirsi come ha fatto con Pilota perché rischierebbe di ucciderli. John 1 e D'Argo si stanno facendo domande personali, dal momento che il portatore non è in grado di conoscere le loro cose più personali, quando arrivano da Chiana le fanno delle domande a cui risponde, ma quando è il turno di Jool, qualcosa non corrisponde a ciò che sanno e Talip la crede infetta e la prende fin quasi ad ucciderla, ma non è sicuro di aver eliminato il portatore, ciò significa che li dovrà “assaggiare” tutti. John 1 è con Chiana e chiede aiuto a un DRD per trovare il portatore. Il DRD li conduce nella stanza dello starburst. Chiana vede un pannello e lo preme, azionando lo starburst, ma riescono a fermarlo in tempo, e John 1 scopre che il portatore è dentro Chiana, e gli dice che lei non è cattiva, è Talip che vuole farle del male. Braca si reca da Scorpius, quest'ultimo gli chiede perché Crichton, un essere umano, riesca ad attraversare i tunnel spaziali incolume mentre i sebaceani muoiono, e Braca pensa che la risposta si trovi nel chip che gli hanno rimosso. Dopodiché, Scorpius informa Braca che gli scarram si stanno preparando a una guerra contro i pacificatori, e solo i tunnel spaziali potranno salvarli dall'estinzione. Nel frattempo, su Moya, John 1 la tiene nascosta lì e incontra il DRD che lo ha condotto in quella stanza su ordine di Moya che vuole che la consegni a Talip, poi raggiunge Jool e D'Argo e li informa che il portatore d'energia è dentro Chiana e che si trova nella camera dello starburst. Poi, lui e D'Argo vanno da Talip, che assaggia D'Argo, mentre Jool è andata a prendere Chiana e la porta fuori, dove Talip la elimina, ma fortunatamente la ragazza sta bene, e anche D'Argo, ma c'è un problema, Talip non vuole più lasciare il corpo di Pilota. John 1 ha un piano e ne parla con un DRD, chiedendo il suo aiuto, poi raggiunge Chiana e Jool, e manda quest'ultima al gruppo neurale, al livello sette, dove c'è D'Argo, mentre lui e Chiana vanno nella camera dello starburst, dove la ragazza e il DRD dovranno connettere dei cavi quando glielo dirà lui, e uscire dalla stanza il più in fretta possibile. D'Argo dà a Jool le istruzioni, mentre lui va da Talip che, grazie alla manomissione di Jool prova un forte dolore. John 1 riesce a convincerlo a lasciare Pilota per connettersi a Moya. Dopo un attimo di distrazione, Chiana e il DRD azionano i cavi e la ragazza riesce ad uscire appena in tempo. Talip muore. John 1 chiede a Jool perché lui, a differenza loro, sanguinasse, e lei gli dice che sanguinava perché fa parte di una specie inferiore. Scorpius si riconnette al chip di John, ma quando pensa di aver scoperto tutto sui tunnel spaziali, il John virtuale lo getta fuori…Game Over.
- Guest Star: Tammy Macintosh; David Franklin; Ian Bliss; Johanna Kerrigan; Danny Adcock

## Legami
- Titolo originale: Relativity
- Diretto da: Peter Andrikidis
- Scritto da: Rockne S. O'Bannon

### Trama
Talin: Talin si trova su un pianeta paludoso, in modo che si possa riprendere appieno. Mentre Stark e Rygel ascoltano di nascosto le effusioni di Aeryn e John 2, Creis li chiama in sala comando perché i sensori di Talin hanno rilevano una nave, è la “Vigilante” dei pacificatori guidata da Xhalax Sun. La donna atterra sul pianeta con tre tracciatori, dei Kolartas, ma dal momento che uno di loro è ferito lo elimina. Dopo averne discusso, Stark e Rygel rimangono sulla nave, mentre Aeryn, Creis e John 2 scendono per affrontare la donna. Rimasti da soli su Talin, Stark si accorge che dei liticci stanno entrando sulla nave. Xhalax e i tracciatori sono sulle tracce di Aeryn, Creis e John 2, mentre Stark e Rygel tentano di eliminare quanti più liticci possibili per far sì che Talin si possa muovere. A terra, Xhalax apre il fuoco, Aeryn, Creis e John 2 si dividono, ma Creis viene colpito, e anche Xhalax è ferita, ma riesce a colpire Aeryn atterrandola, ma subito dopo si libera e la tramortisce. John 2 trova Creis e lo medica, ma i tracciatori, nonostante non tollerino la gravità del pianeta, gli sono vicini. Aeryn è con Xhalax e la sta medicando quando si riprende e le dice che è sua figlia. Stark e Rygel cercano di tenere i liticci sotto controllo, mentre i tracciatori hanno individuato Creis e John 2. Intanto Aeryn sta portando sua madre su Talin. Xhalax cerca di scatenare una reazione in Aeryn, che riesce a mantenere il controllo. Intanto, Creis e John 2 si sono persi e a quest'ultimo viene un'idea, cospargersi dappertutto di una sostanza puzzolente in modo da far perdere le loro tracce e sembra funzionare, ma i due tracciatori ne rilevano il calore. Nel frattempo, Rygel se ne vuole andare quando arriva Aeryn con Xhalax, che sta cercando di liberarsi. Creis perde conoscenza e John 2 viene “importunato” da Harvey/Scorpius, che è stato chiamato dal subconscio dell'uomo. Su Talin, quasi tutti i sistemi sono tornati a posto, mentre Xhalax riesce a liberarsi e a mettere fuori combattimento sia Aeryn che Stark, mentre Rygel viene pugnalato ed è grave. Xhalax imprigiona Stark e Rygel e lega Aeryn, poi cerca di impossessarsi di Talin. Rygel sta morendo, ma Stark lo salva ricucendogli la ferita con i liticci. Xhalax sta recidendo le funzionalità primarie di Talin, nonostante Aeryn cerchi di farla ragionare, la donna non vuol sentire ragioni ed è intenzionata a farla processare per alto tradimento. Creis si riprende ma John 2 lo ha legato e ha capito che li ha imbrogliati fin dall'inizio per sfuggire ai pacificatori, così lo ripulisce e lo lascia lì in balia dei tracciatori, che lo trovano, ma John 2 è nascosto e ne elimina uno, dopodiché lo libera. Aeryn ha un altro confronto con sua madre e le dice che si vergogna di lei, poi Xhalax le confessa di aver ucciso suo padre per potersi redimere con i pacificatori. Talin mostra a Xhalax il video che la ritrae con la figlia da bambina, ma la donna non si lascia commuovere, prende un'arma ed esce a cercare Creis. Quest'ultimo con John 2 cercano di tornare su Talin. Rygel riesce a liberare Aeryn e Stark. Creis e John 2 riescono ad eliminare l'ultimo tracciatore, mentre Aeryn lotta contro la madre che sembra avere la meglio, ma John 2 interviene e la cattura. Aeryn vuole ucciderla, ma John 2 glielo impedisce e “incarica” Creis di eliminarla, oppure continuerà a dar loro la caccia. I due si allontanano e sentono degli spari. Aeryn è disperata. Talin sta bene e ha ripreso il viaggio, mentre Creis tenta di ristabilire il suo contatto neurale con la nave. Aeryn dice a John 2 che ormai, con la morte di sua madre, non ha più alcun legame coi pacificatori.
- Guest Star: Linda Cropper; Thomas Holesgrove; Dominique Sweeney

## Incubatrice
- Titolo originale: Incubator
- Diretto da: Ian Watson
- Scritto da: Richard Manning

### Trama
Moya/Portaerei Pacificatori: Nonostante le modifiche apportate ai predatori, i sebaceani continuano a liquefarsi dopo essere usciti dai tunnel spaziali. L'ultima vittima è Gedman. Strapper dice a Scorpius che le equazioni sono incomplete, ma Linfer è convinta di poter riuscire nell'impresa e chiede a Scorpius di poter essere la prossima, e l'uomo acconsente, nonostante Strapper non sia d'accordo. A questo punto, Scorpius decide di inserirsi il chip neurale di Crichton per poter accedere alla zona che racchiude i dati mancanti. Scorpius si ritrova così nel suo subconscio, dove trova John, che pensa di essere morto. Scorpius vuole mostrargli i punti salienti della sua vita, in modo da fargli capire che entrambi hanno un nemico comune, gli scarram. Il ricordo risale ai suoi primi dodici cicli, in cui veniva sottoposto a torture da parte degli scarram, in particolare dalla scarram Tausan, a causa della sua condizione genetica, mezzo scarram e mezzo sebaceano. Intanto, su Moya, John 1 dice a Pilota che sono vicini ad un tunnel spaziale, ma D'Argo cerca di fargli capire che hanno bisogno di fermarsi, o Chiana e Jool finiranno per eliminarsi a vicenda. Nel subconscio, intanto, John continua a visionare i ricordi di Scorpius. Moya rileva un predatore, che va alla deriva e chiede soccorso. D'Argo vorrebbe partire a starburst, ma Pilota si rifiuta, perché il pilota è un “Reilgariano”, una specie di cui sia Moya che Pilota si fidano. Mentre discutono ricevono una chiamata, è Linfer, che chiede di poter salire a bordo, e Pilota acconsente dispiegando la rete di attracco. Una volta salita a bordo, viene accolta da D'Argo, Chiana e Jool armati, ma lei chiede di poter parlare con John 1, perché ha informazioni moto importanti sui tunnel spaziali. Nel frattempo, sulla portaerei, l'infermiera Floy vorrebbe staccare la connessione, ma Braca glielo impedisce, e Scorpius continua nel suo racconto, di quando riuscì a fuggire dagli scarram per rifugiarsi su un pianeta commerciale. Pilota e John 1 scoprono da Linfer che Scorpius è ancora vivo ed è ossessionato dai tunnel spaziali, rendendolo irrazionale. La donna li ha trovati un po' per fortuna, e comunque, voleva fuggire per il timore di essere eliminata, poi chiede a John 1 alcune specifiche del suo modulo, ma non le risponde e gli spiega che se la varianza di flusso ramta del tunnel fosse stata instabile, lui sarebbe morto. John 1 vuole sapere come abbia fatto a sopravvivere, e gli dice che ha sviluppato uno spettro di schermatura di fase negativa che permetterà ad ogni veicolo di attraversarli senza alcun pericolo. Lei gli offre questa conoscenza, ma in cambio vuole Moya, ma John 1 non ci sta, quando Pilota dice che lui e Moya potrebbero considerare la cosa. Intanto, Scorpius dice a John che, dopo la fuga, trascorse diversi cicli nei territori inesplorati senza scoprire niente dei suoi genitori, così si diresse nei territori dei pacificatori e si arrese a loro, fornendogli informazioni sugli scarram in cambio di notizie sulla sua famiglia, che ottenne, giungendo fino ad una navetta, storia ricostruita grazie ai diari di bordo, dove gli scarram rapirono la donna sebaceana, Rilan. Scorpius ritrovò la navetta dieci cicli più tardi, ma gli scarram gli tesero una trappola e venne catturato e ricondotto da Tausan che, pur di ottenere informazioni sui pacificatori, non esitò a torturarlo. Improvvisamente, alla voce di Braca, Scorpius si risveglia, e Strapper gli comunica che forse Linfer ha disertato. Su Moya, intanto, stanno valutando l'ipotesi di consegnare la nave a Linfer, ma i pareri sono discordanti e alla fine litigano. Jool porta da mangiare alla donna, che sta morendo a causa degli effetti del tunnel. Jool e Pilota l'aiutano a lasciare la nave quando arriva John 1, ma è troppo tardi, Linfer fa esplodere il suo predatore perché il collasso cellulare era irreversibile. Nel frattempo, Scorpius decide di ricollegarsi con John, per fargli capire chi siano veramente gli scarram, mostrandogli altri particolari della sua vita. Tausan mostra a Scorpius quando sua madre venne violentata dallo scarram, scatenandogli una reazione che lo portò ad ucciderla, per poi fuggire di nuovo e ricongiungersi coi pacificatori e diventare uno di loro a tutti gli effetti, e iniziando a lavorare sui tunnel spaziali. Scorpius è convinto che se gli scarram dov'essere venire in possesso della tecnologia dei tunnel spaziali tutte le razze aliene sarebbero in pericolo, compresa la Terra. Dopodiché, gli mostra i dati lasciatigli dagli antichi, ma John li elimina e viene aggredito da Scorpius, ma non ottiene niente e John scompare. Scorpius si risveglia e si fa togliere il chip da Braca e, una volta sostituita la barra refrigerante si ritrova nel subconscio, ma è da solo. Mentre su Moya, John 1 e D'Argo stanno parlando del più e del meno finendo poi su Scorpius e sui tunnel spaziali. Sulla portaerei, Scorpius riesce a ricordare alcuni dati e li comunica a Strapper, che sembra molto entusiasta della cosa. Poi Braca riceve un encomio da Scorpius.
- Guest Star: Tammy Macintosh; David Franklin; Evan Sheaves; Johanna Kerrigan; Danny Adcock; Amy Salas

## Fusione
- Titolo originale: Meltdown
- Diretto da: Ian Barry
- Scritto da: Matt Ford

### Trama
Talin: Creis si sta concordando con Xhalax (puntata 3x10 Legami), lui la lascerà in vita e in cambio Aeryn e tornare ad essere un pacificatore. In realtà, è il pensiero distorto ci John 2, che crede sia andata in questo modo. Sopraggiunge Aeryn che chiede se hanno notizie di Moya, la donna è convinta che presto i pacificatori manderanno fuori un'altra squadra a cercarli, e John 2 propone a Creis di andarsene, ma purtroppo, i pacificatori cercano anche Talin. Improvvisamente Talin viene attirato verso un sole, attirato dagli impulsi di radiazioni, e a nulla valgono gli sforzi di Creis per impedirglielo. Talin è quasi dentro il sole, quando vira e li porta a distanza di sicurezza. Creis non vede alcuni settori e quindi devono fare un controllo manuale dei danni. Aeryn e John 2 vanno al livello due, mentre Stark sente qualcuno che lo chiama. Nel frattempo, John 2 e Aeryn cominciano a comportarsi in modo strano, quando John 2 nota che da Talin trasuda uno strano gas, è il Drexim, un fluido sinaptico presente naturalmente nei condotti della nave, e Creis rileva che esce da dieci punti diversi su tre livelli. Il gas può dare degli strani effetti, a Rygel è aumentato l'appetito a dismisura, ad Aeryn e John 2 è cresciuta la libido, Stark sente le voci e Creis diventa un po' paranoico. Stark, intanto, si aggira per i corridoi di Talin, sentendo una voce di donna che gli chiede aiuto, è Sieshna, che vuole parlare con il pilota del leviatano. La donna è molto stupita nel constatare che Stark la riesca a vedere. La donna era arrivata in quella zona diversi cicli fa da Dalpherion, era sulla sua nave e poi si è ritrovata intrappolata lì senza poterne venire fuori. Ha occupato parecchi leviatani, ma nessuno mai era riuscito a vederla o a sentirla. Nel frattempo, Aeryn è con Creis e John2 che cercano un modo per liberare Talin, quando gli compare davanti Muquillos, che li mette in guardia dalla “stella sirena”, che li ha catturati e finiranno per soccombere come gli altri ottantatré leviatani prima di loro se non abbandoneranno la nave. Ma non credono a niente di quello che gli ha detto e Creis inizia a sparargli addosso facendolo fuggire, dopodiché, Aeryn e John 2 tornano ai condotti. Intanto, Sieshna dice a Stark che Muquillos, suo salvatore e carceriere allo stesso tempo, vuol far loro del male, proprio come ha fatto con la sua gente. Poi gli racconta che Muquillos attira i leviatani per portarli alla morte, ed è stato assoldato dai Parakatrika, dei costruttori di navi che considerano appunto i leviatani dei rivali. La donna chiede a Stark di portarla via da lì, ma lui le dice che è morta da tanto tempo, ma lei non gli crede. Ai condotti, intanto, John 2 e Aeryn sono sempre più attratti l'uno dall'altro ma cercano di resistere. Rygel sta mangiando di tutto e di più quando entra Stark con Sieshna, ma Rygel non la vede e da del pazzo a Stark che se ne va con la donna promettendole di prendersi cura di lei. Lungo il corridoio, i due vengono raggiunti da Muquillos, che vorrebbe portarsi via Sieshna, dal momento che Talin sta per morire, ma Stark glielo impedisce e l'uomo se ne va. Nel frattempo, John 2 e Aeryn hanno ultimato le riparazioni, ma qualcosa non va, gli impulsi delle radiazioni stanno aumentando, è Muquillos che sta cercando di attirare sempre di più Talin verso il sole. Intanto Stark ha un piano per salvare Talin, e decide di unirsi a lui diventandone il pilota, disattivando tutti i comandi manuali. Stark riesce a liberare Talin, ma una volta usciti dal sole, perde il contatto con Sieshna, e decide così di tornare indietro a cercarla. Aeryn, John 2 e Creis si domandano come abbia fatto a fondersi e poi devono trovare un modo per avere di nuovo i comandi della nave prima che sia troppo tardi. John 2 e Aeryn decidono di tagliare alcuni collegamenti e Stark perde il controllo della nave. Creis cerca di riconnettersi a Talin, mentre Stark inizia a perdere il controllo e, tramite i DRD, fa sparare addosso a John 2 e ad Aeryn, che riescono ad evitare i colpi. Creis cerca di salvare Talin, mentre quest'ultimo, con Stark, sta bypassando i comandi. John 2 e Aeryn, sotto l'impulso del gas, cercano d'avere un momento d'intimità, mentre Talin sta rientrando nel sole. Sieshna è tornata sulla nave e Stark si offre di accompagnarla dall'altra parte, ma la donna è ancora lì. Intanto, Rygel viene raggiunto da Creis che vuole che lo aiuti, ma Rygel lo prende a morsi. Stark non capisce cosa succede quando ritorna Muquillos che gli dice che è lui che la tiene bloccata tra i due regni grazie al suo potere e che Talin è condannato a morire nel sole. Sieshna decide allora d'andare via con Muquillos, mentre Stark cerca di far virare Talin senza riuscirci. Ad Aeryn viene un'idea e va a cercare Stark e Creis, mentre John 2 va in sala comandi, e pretende che Stark gli dia il controllo dei comandi, accusandolo di stare uccidendo Aeryn agendo così, e improvvisamente i comandi si riattivano. Aeryn attiva il cannone di Talin quando Sieshna è di nuovo a bordo con Muquillos che gli propone di lasciarli liberi se loro non faranno fuoco, ma Aeryn, pensando ai futuri leviatani, fa fuoco distruggendo il sole e di conseguenza, uccidendo Muquillos. Finalmente Talin è libero e anche Sieshna, che con l'aiuto di Stark può finalmente trapassare. Creis sta liberando Stark dal collegamento, ma lo interdice da tutte le postazioni primarie della nave. Intanto, i sistemi interni sono di nuovo operativi e i livelli di Drexim sono tornati alla normalità, mentre il povero Rygel risente delle abbuffate fatte sotto l'influsso del gas. Talin si sta riprendendo e John 2 e Aeryn rimangono da soli e “riprendono” da dove erano stati interrotti!
- Guest Star: Linda Cropper; Susan Lyons; Mark Mitchell

## Gratta e sniffa
- Titolo originale: Scratch 'N' Sniff
- Diretto da: Tony Tilse
- Scritto da: Lily Taylor

### Trama
Moya: (John 1, D'Argo si trovano in un locale, l'omobar, sul pianeta Lomo perché Pilota li ha cacciati a causa delle loro continue liti; anche Chiana e Jool si trovano lì con loro, e sembrano divertirsi molto. John 1 e D'Argo fanno la conoscenza di Rexil e di altre due aliene. Poi conoscono Fetor, il più famoso “kasnik” in circolazione, e il suo socio, Mitols, loschi individui. I due trascorrono la notte con le due aliene e quando si risvegliano scoprono di essere stati derubati e sono in “vetrina”). John 1 e gli altri sono tornati su Moya, nonostante il parere contrario di Pilota che li voleva fuori dai piedi per almeno dieci giorni solari, ma John 1 cerca di spiegargli cos'è successo sul pianeta, e prosegue col racconto. (John 1 e D'Argo sono in spiaggia e vengono raggiunti da Rexil che gli dice che Chiana e Jool sono nei guai ma che lei sa dove sono finite, ma non le credono e lei gli dice che possiede una registrazione della serata, dopodiché li conduce dal signor Kabaa, un Hangi, ossia una creatura che può rimuovere gli occhi e registrare immagini e tenerle immagazzinate a lungo. John 1 e D'Argo vogliono sapere che fine hanno fatto Chiana e Jool, ma non hanno soldi per pagarlo, quindi Rexil si offre di pagare per loro, e tira fuori una “barra brandar”, come quelle che sono state rubate ai due la sera prima, ma la ragazza nega che sia loro. Kabaa gli dà un tentacolo da infilare nell'occhio e, dopo un momento di titubanza eseguono e rivivono la serata passata dove le due ragazze sembrano divertirsi e, durante le loro esibizioni, vengono adocchiate da Fetor che si avvicina a Chiana porgendole una fiala e facendogliela inalare. Quando Kabaa rimuove i tentacoli interrompendo il video perché non lo hanno pagato abbastanza. Rexil gli spiega che Fetor organizza feste con persone molto belle per poi renderle schiave facendogli inalare una cosa, il “freslin”. Intanto, Fetor è con la “sorella” in sala spremitura dove tengono una ragazza attaccata a delle cannette per estrarle il fluido. Fetor vuole organizzare un'altra asta, nonostante il parere contrario della sorella. Nel frattempo, D'Argo si reca a casa di Fetor dove sente Jool gridare, fa irruzione ma trova la ragazza immersa in una vasca mentre Chiana è sdraiata su un divano in compagnia di Fetor. D'Argo vorrebbe portarle via, ma si rifiutano e viene portato fuori dagli uomini armati di Fetor.) Pilota ferma il racconto di John 1 dicendo che non ha senso e li accusa di aver speso tutti i loro soldi in piaceri, quando John 1 lo interrompe e va avanti col racconto. (D'Argo, John 1 e Rexil sono di nuovo al locale e D'Argo sta ballando sotto l'effetto del freslin. Intanto, Fetor da dell'altro freslin a Chiana, ma è più forte del solito, poi lo offre a Jool. Rexil spiega a John 1 che il freslin proviene dal laboratorio di Fetor e lo estrae dal “senil”, una ghiandola, e che secondo lei Fetor vuole Chiana e Jool per prenderglielo e procurarsi così altro freslin. John 1 le chiede perché non glielo ha detto prima, e lei gli dice che era terrorizzata perché Fetor è pericoloso, e allora John 1 vuole sapere perché li sta aiutando. Rexil gli dice che Fetor tiene prigioniero un suo amico, Saim, e quando salveranno le sue amiche, vuole che salvino anche lui, quando entra Mitols, il braccio destro di Fetor e che John 1 vuole usare per infiltrarsi a casa di Fetor. Intanto Jool viene attaccata alla macchina. John 1, per convincere Mitols, gli fa il nome da Kabaa e viene così invitato nel palazzo di Fetor e gli dà un oggetto per entrare. John 1 va da Kabaa per farsi mostrare la casa di Fetor e lui e D'Argo si ritrovano nel salone delle aste in compagnia di Harvey/Scorpius e i due si presentano. Harvey/Scorpius gli dà dei consigli, poi John 1 chiede a Kabaa di mostrargli la sala spremitura. Nel frattempo, a casa di Fetor, Chiana si aggira per i corridoi in cerca di Jool ma trova Fetor che la porta dalla sua amica e le fa prendere il suo posto iniziando a spremerla. D'Argo scopre che Rexil aveva pianificato tutto quando John 1 torna con delle armi e centomila barre per comprare tutto e andarsene, prese dalla navetta. John 1 e D'Argo scoprono anche che le loro amiche sono state rapite grazie a Rexil, poi spruzza su D'Argo del freslin quando Kabaa ha un collegamento in diretta dove vede Chiana che hanno già iniziato a spremerla. Il freslin che Rexil ha dato a D'Argo lo ha fatto cambiare di aspetto.) Pilota lo interrompe di nuovo, non credendo che D'Argo sia stato trasformato in un'altra creatura, ma John 1 gli chiede se, da quando si conoscono, gli abbia mai mentito, così prosegue col racconto. (John 1, D'Argo e Rexil vanno al palazzo di Fetor che, nel frattempo, ordina alla sorella di eliminare Jool spremendola fino all'osso. Poi, Fetor dà il via all'asta e, la prima, è Chiana. John 1 ha un piano pacifico, vincere l'asta e andarsene. L'asta inizia e John 1 offre centoventicinquemila barre, ma qualcuno rilancia e John deve prendere tempo chiedendo di potersi avvicinare alla ragazza e offrendo centocinquantamila, ma qualcuno rilancia di più e John 1 riesce a convincere Fetor a far tirar giù Chiana, offrendo poi centosettantamila, ma si aggiudica l'asta un altro per duecentocinquantamila brandar. John 1 passa al piano B. D'Argo con Rexil vanno a recuperare Jool e Saim mentre lui recupera Chiana, ma qualcosa va storto e D'Argo ritorna se stesso. John 1 apre il fuoco e recupera Chiana, mentre D'Argo e Rexil arrivano dalla ragazza ma trovano il giovane morto. D'Argo porta Jool sulla nave mentre John 1 e Chiana cercano Rexil che, in realtà, era solo interessata a recuperare un chip che Fetor le aveva rubato. Rexil se ne va e arriva Fetor, ma Chiana gli lancia addosso un vaso di freslin facendolo cadere e successivamente facendogliene bere una bottiglia che lo uccide in pochi microt.) Pilota non crede ad una sola parola che gli ha detto e gli comunica che ha già trovato un altro pianeta dove sia lui che D'Argo trascorreranno i prossimi otto giorni solari. D'argo raggiunge John 1 e alla fine i due finiscono per litigare di nuovo.
- Guest Star: Tammy Macintosh; Francesca Buller; Tamblyn Lord; Laura Keneally; Anthony Martin
- Nota: ( ) = “flashback”

## Dedalo esige… - Infinite possibilità Parte1
- Titolo originale: Daedalus demands - Infinite Possibilites P. 1
- Diretto da: Peter Andrikidis
- Scritto da: Carleton Eastlake

### Trama
Talin: John 2 sta insegnando ad Aeryn la lingua terrestre, quando si ritrovano davanti ad un tunnel spaziale e a bordo sale “Jack”, che porta John 2 nella coscienza subliminare del suo cervello, dal momento che esiste ancora un collegamento residuo neurale tra i due. Jack gli mostra il suo modulo con a bordo un alieno, ma John 2 non ne sa niente e viene improvvisamente richiamato da Harvey/Scorpius in una zona remota dove Jack non li può trovare mettendo in guardia John 2 dall'uomo. Una volta tornati alla realtà, Jack mostra anche agli altri la registrazione e nessuno, a parte Rygel, conosce la razza aliena, si tratta di un Cerrid. In passato, la razza Cerrid ha divorato un milione di neonati Aineriani, e sono estremamente pericolosi. Nel frattempo, Creis ha scoperto che i Cerrid e gli Scarram hanno formato un'alleanza. John 2 pensa che dietro al dispositivo stabilizzatore ci sia Ferlo e decidi quindi di contattarla andando sul pianeta Dambada. Quando arrivano, scoprono che il pianeta è stato sterilizzato. Una volta a terra, vengono attaccati dai Cerrid. Creis ordina così a Talin di scendere e aprire il fuoco, ma a causa di un brillamento, entrambi rimangono ciechi. Stark riporta Creis a bordo di Talin, mentre gli altri riescono ad entrare nell'edificio, dove trovano Ferlo legata e la liberano. John 2 cattura uno Cerrid e decide di tenerlo in vita per interrogarlo. Aeryn va a controllare il perimetro e porta il prigioniero con sé. Ferlo mostra a John 2 la copia del suo modulo e gli dice di aver già attraversato quattro volte un tunnel spaziale. John 2 vuole sapere che rapporto c'è tra lei e i Cerrid, e la donna gli spiega che avevano un accordo per l'acquisto della tecnologia dei tunnel, ma poi l'hanno tradita e torturata per impossessarsi delle password dei suoi computer, ma senza riuscirci. Intanto, Rygel va dal prigioniero, e le sue intenzioni non sono certo le migliori. John 2 sta dando un'occhiata allo stabilizzatore, mentre Aeryn si reca dal prigioniero, ma quando arriva è troppo tardi, Rygel lo ha ucciso, ma non prima di essersi fatto dire che un Drednot Scarram arriverà a breve. Aeryn e John 2, a causa del brillamento, non riescono ancora a comunicare con Talin. Sono di nuovo sotto attacco e Aeryn decide di portare Rygel ad una torretta. Jack comunica a John 2 la sua intenzione a distruggere il dispositivo prima che possa finire nelle mani sbagliate. Intanto, Creis e Stark sono a bordo di Talin che è gravemente danneggiato. Aeryn sta discutendo con Rygel che non ha intenzione di rimanere nella torretta, ma Aeryn tocca alcuni punti che gli fanno cambiare idea. All'interno del laboratorio, Jack sta spiegando a Ferlo che i tunnel spaziali possono diventare anche delle potentissime armi, al che, in vista di un profitto, la donna gli punta contro un'arma, ma alla fine, Jack riesce a farla ragionare e a disarmarla. Aeryn piazza l'esplosivo sul modulo clone e sui vari componenti per creare lo stabilizzatore quando si innesca l'allarme, qualcuno sta scaricando i file della tecnologia dello stabilizzatore dai computer della donna, Aeryn li fa saltare, ma ormai, parecchi dati sono in mano degli Scarram. I dati si trovano sul dreno e devono trovare un sistema per distruggerlo. Jack chiede a Ferlo di procurargli del combustibile radioattivo, il "pantanium"poi dice a John 2 che deve aiutarlo e per questo deve togliergli il blocco dei ricordi per arrivare alle equazioni. A quel punto, John 2 deve per forza dirgli che nel suo cervello c'è Harvey/Scorpius. Jack gli dice che lo aiuterà a rimuoverlo, quando i Cerrid abbattono un muro e fanno irruzione. In quel momento, Harvey/Scorpius richiama John 2 dicendogli di non farlo che lui non vuole morire e che lotterà con tutte le sue forze per impedirglielo. Aeryn porta le munizioni a Rygel, mentre su Talin, Creis cerca di prendere il controllo manuale della nave, ma sente che c'è qualcosa che non va. Sul pianeta, Rygel viene colpito. Una volta eliminati i Cerrid, Jack tenta di eliminare il clone nella testa di John 2, ma qualcosa non va e Harvey/Scorpius prende il posto di John 2. Aeryn gli punta l'arma contro ma non riesce a far fuoco.
- Guest Star: Kent McCord; Magda Szubanski; Patrick Ward; Ray Anthony

## …Icaro esegue - Infinite possibilità Parte2
- Titolo originale: Icarus abides - Infinite Possibilites P. 2
- Diretto da: Ian Watson
- Scritto da: Carleton Eastlake

### Trama
Talin: Aeryn colpisce Harvey/John che a sua volta colpisce la donna che sta per sparargli ma viene fermata in tempo da Jack che gli dice di non farlo perché il clone sta morendo. John 2 è finalmente libero per la sua felicità e quella di Aeryn. Su Talin, Stark cerca di contattare Aeryn e John 2, ma Creis gli dice di controllare prima la nave perché qualcosa non va come dovrebbe e infatti, nota che l'hangar due è pressurizzato e aperto, mentre loro sono entrati dall'hangar uno. Creis gli ordina di chiuderlo immediatamente, ma è troppo tardi, a bordo è salito uno Scarram. Nel frattempo, i Cerrid hanno circondato l'edificio, mentre Ferlo ha trovato alcune bobine trans-emettitrici richieste da Jack, che vuol tornare al lavoro con John 2 che gli chiede di sbloccare le equazioni nella sua mente, ma Jack lo ha già fatto. Intanto, Rygel è privo di conoscenza. A bordo di Talin, lo Scarram vuole sapere da Creis cosa ci fanno i pacificatori lì, ma Stark interviene dicendo che Creis non è più un pacificatore e che la nave l'ha rubata e che lui è il suo schiavo Banik, dopodiché viene colpito dallo Scarram, ma questo salva Creis, e gli ordina di rendere la nave operativa prima possibile. John 2 passa a jack uno smorzatore di oscillazioni, segno che i ricordi in lui si stanno sbloccando. Aeryn sta andando da Rygel e lo salva appena in tempo da un Cerrid. La donna vorrebbe dargli il cambio, ma lui non ci sta e le chiede di portargli da mangiare. John 2 e Jack stanno costruendo un congegno in grado di distruggere il Drednot Scarram. John 2 manifesta la sua preoccupazione sulle intenzioni di Jack, pensa che possa voler eliminarli perché a conoscenza delle equazioni, ma l'alieno lo tranquillizza, almeno per quanto lo riguarda. Le bobine sono quasi pronte e Jack deve installare il pantanium nell'apparecchio, ma è molto radioattivo e quindi li invita a non avvicinarsi durante questa operazione. Aeryn e John 2 escono per aiutare Rygel. Jack rimane nel laboratorio con Ferlo e le spiega che, una volta attivato, il congegno non può più essere spento. Ordina poi a Ferlo di aprirgli l'hangar, ma la donna ha un altro piano, ha venduto il congegno agli Scarram e lo uccide. Dopodiché, si calano dal tetto due Cerrid, ma dopo aver discusso con loro li mette in fuga. Sentendo sparare, John 2 e Aeryn rientrano e Ferlo dice di essere stata attaccata dai Cerrid e che si sono portati via Jack, che John 2 trova sul pavimento e gli muore tra le braccia senza dire nulla. Intanto, il Drednot si sta avvicinando sempre di più. Aeryn parla con Ferlo, ma non è molto convinta di quello che le dice. John 2 deve ultimare il congegno, anche se ha le idee ancora un po' confuse. Creis e Stark proseguono le riparazioni, quando quest'ultimo dice allo Scarram che la nave non ha un pilota ma che si può governare tramite un trasmettitore neurale e che Talin è in grado di costruirne uno. Lo Scarram gli ordina di procurargliene uno, ma Creis gli dice di farne due. John 2 prosegue con l'assemblaggio, e tutto gli sembra molto più chiaro, ma capisce anche che quel congegno è in grado di distruggere un intero pianeta, ma Jack lo ha programmato per l'autodistruzione dopo un solo utilizzo. Su Talin, Stark assiste Creis. Mentre Ferlo è con John 2 e cerca di convincerlo a vendere questa tecnologia per ricavarne un sacco di soldi, ma l'uomo non è interessato al profitto. John 2 è pronto per testare il modulo, mentre Aeryn si trova all'esterno con Rygel. Ferlo ha rubato il dispositivo e obbliga John 2 a gettare la pistola e a distruggere gli occhiali anti brillamento quando ce n'è uno e lei fugge per incontrarsi con gli Scarram per darglielo. Rygel e Aeryn vedono John 2 che insegue Ferlo, così, la donna lo raggiunge e la inseguono, ma hanno alle costole un Cerrid. Aeryn si getta giù dal mezzo e riesce ad eliminare il Cerrid, mentre John 2 raggiunge Ferlo, le spara e il suo mezzo si ribalta. John 2 vuole lasciarla andare quando c'è un brillamento. Su Talin, la nave riesce ad immobilizzare lo Scarram e ad ucciderlo. Ferlo prende il sopravvento su John 2, ma nota che il dispositivo si è azionato e piuttosto di morire se ne va. John 2 decide di richiuderlo, ma si espone ad una dose massiccia di radiazioni. Aeryn lo raggiunge, mentre da Talin, Creis gli comunica che la nave è in grado di effettuare uno starburst. John 2 vorrebbe che partisse con tutti gli altri, ma Creis decide di rimanere lì ad aspettarlo. John 2, allora, gli chiede di attirare verso di sé il Drednot Scarram. John 2 è costretto dalle circostanze a rivelare ad Aeryn di essere stato esposto alle radiazioni. La donna si offre di pilotare il modulo al suo posto, ma glielo impedisce dal momento che solo lui è in grado di farlo. Prende il modulo e si lancia nello spazio, mentre Creis contatta la nave Scarram minacciandoli di andarsene, ma questi, di tutta risposta li agganciano. Sul pianeta, intanto, Aeryn ha fatto saltare l'intero laboratorio di Ferlo, mentre John 2 si prepara ad annientare gli Scarram aprendo un tunnel spaziale, dal quale esce una palla di fuoco che trascina verso di sé l'intera flotta Scarram distruggendola per poi richiudersi subito dopo. A bordo di Talin, John 2 è circondato da Aeryn, Rygel, Stark e Creis, non c'è nessuna cura che lo possa salvare. John 2 affida a Creis le vite di tutti gli altri e si congeda prima da lui, poi da Rygel. Stark, vedendolo soffrire, tenta di alleviargli un po' il dolore, dopodiché lo lascia solo con Aeryn. Dopo essersi scambiati tutto il loro amore, John 2 muore.
- Guest Star: Kent McCord; Magda Szubanski

## L'angelo vendicatore
- Titolo originale: Revenging Angel
- Diretto da: Andrew Prowse
- Scritto da: David Kemper

### Trama
Moya: John si trova con D'Argo a bordo della nave di quest'ultimo, che sta volando all'interno di Moya, quando John inciampa su dei pulsanti e si spegna. I due escono e la nave inizia ad emettere una strana luce. John cerca di dirlo con D'Argo, ma questi lo colpisce e Crichton cade a terra privo di sensi, mentre D'Argo viene atterrato da un fascio di luce della sua nave. Jool chiede assistenza a Pilota per aiutare John, e Pilota le comunica che John deve aver avviato una procedura di autodistruzione della nave di D'Argo. Chiana accusa D'Argo di aver tentato di uccidere John, e l'uomo, dal nervoso, getta la sua spada Qualta che va a finire non si sa dove. Chiana contatta Jool e la manda da D'Argo. (Nel frattempo, John si trova nel suo subconscio con Harvey/Scorpius, che cerca di spronare l'uomo a reagire per non morire con lui, quando John lo trasforma in cartoon facendolo finire schiacciato da un peso di mille tonnellate.) D'Argo accusa John di aver fatto sovraccaricare il nucleo della sua nave. (Quest'ultimo è da Pilota, quando arriva D'Argo che lo insegue. John si nasconde nel suo modulo ed esce nello spazio trasformandosi in cartoon. D'Argo lo insegue su un razzo/surf, ma questo parte senza di lui trascinandolo per poi tornare indietro schiacciandolo, allora si ingegna disegnando un tunnel spaziale sulla roccia, che John attraversa senza problemi, ma quando ci prova lui si schianta. Costruisce un razzo più grande, ma John lo passa via e D'Argo rimane schiacciato sotto. John rimane incastrato in una ragnatela con Harvey/Scorpius quando arriva D'Argo/ragno. Nel subconscio, Harvey/Scorpius continua a spingere John alla vendetta.) nel frattempo, Pilota comunica che Moya ha riacquistato alcune funzionalità, ma non riuscirà a salvarsi e li esorta ad abbandonare la nave finché sono in tempo. Chiana ordina a Jool di caricare la navetta con i rifornimenti, mentre D'Argo ascolta un messaggio della sua nave in laxan antico e per questo non è in grado di tradurlo. Quindi chiede a Pilota di far qualcosa affinché riesca a capire cosa dice il computer. Intanto, Jool confessa a Chiana di essere lei la causa di tutto, e non John. Chiana si arrabbia moltissimo e le due finiscono per litigare, quando arriva D'Argo a separarle. (John è con Jool che gli consiglia di trovare un modo per risolvere i suoi problemi con D'Argo.) D'Argo sta cercando di tradurre il messaggio quando arriva Jool, ma l'uomo ha scoperto che è tutta colpa sua, poiché ha trovato i suoi capelli incastrati in una consolle. Alla fine, però, i due si chiariscono. (John è con il cartoon di Aeryn in biancheria intima e quest'ultima gli chiede di ridisegnarla vestita, ma John la trasforma in “Jessica Rabbit”, poi in “Marilyn Monroe”, in donna “egiziana/Giulietta”, in “Dorothy”, in “Madonna”, in “Pamela Anderson”, in “Nancy Reagan” ed infine in Aeryn coi suoi vestiti, e questa dice a baby D'Argo di smetterla di fare il bambino, ma lui disegna un altro tunnel spaziale che John attraversa ma non lui, ritenta e si ritrova schiantato sull'”Enterprise”. Allora tenta di sparargli, ma finisce per spararsi. Harvey/Scorpius rianima John con una secchiata d'acqua.) Intanto, Pilota ha mandato i DRD con i microbi traduttori da D'Argo, e sembrano funzionare. Scopre che c'è un modo per interrompere l'autodistruzione, ma serve la sua spada Qualta, quella che ha gettato. Manda così Chiana e Jool a cercarla. (John sta parlando con Chiana.) Jool si trova in fondo a Moya dentro una poltiglia in cerca della spada, mentre D'Argo e Chiana sono a qualche livello sopra di lei. (D'Argo cartoon ha riempito una buca con dell'esplosivo, una trappola per John, ma che non funziona e finisce per esplodere lui stesso.) Nel frattempo, Jool scopre di trovarsi dentro agli escrementi di un parassita che si trova a bordo di Moya, il che non le fa affatto piacere. (Intanto, D'Argo punta un cannone contro John, ma non riesce a colpirlo e precipita giù dalla rupe; apre il paracadute, ma il cannone gli cade addosso, viene sbalzato in aria, ma ricade all'interno del cannone e viene sparato in aria. Decide di dipingere l'ennesimo tunnel spaziale, schiantandosi ancora. John disegna un paesaggio che attraversa, ma quando ci prova D'Argo ci si schianta sopra. John decide di tornare a casa, dove trova D'Argo che lo fa a fette con la sua spada. Harvey/Scorpius gli sta celebrando il funerale, e John è lì con lui. D'Argo si trova su un ponticello e finisce in tutte le trappole di John. Una volta raggiunto, questi lo fa precipitare di sotto.) Jool ha finalmente ritrovato la spada Qualta e la dà a D'Argo che con Chiana si precipita alla sua nave dove la infila in una fessura bloccando tutto. (D'Argo ritenta di avvicinarsi a John, ma arrivato a lui salta in aria sotto il suo sguardo e quello di Harvey/Scorpius, che continua a dire a John che vuole vendetta. Alla fine, John ammette di amare Aeryn, e ringrazia Harvey/Scorpius per il suo aiuto.) Sulla navetta, una voce chiede che sia fatta un'identificazione, e dopo che D'Argo ha recitato il suo albero genealogico, il computer lo riconosce e gli dà libero accesso a tutte le funzioni della nave, quando sale a bordo John, per poi perdere i sensi. Pilota e Moya ringraziano Jool per quello che ha fatto e la donna dice a Chiana di aver risolto tutto con D'Argo e che appena potrà la porterà a fare un giro sulla sua nave. John è uscito da Moya, e D'Argo cerca di scusarsi con lui. Finalmente riescono a chiarirsi.
- Guest Star: Tammy Macintosh
- Nota: ( ) = Subconscio/Cartoon di John

## La scelta
- Titolo originale: The Choice
- Diretto da: Rowan Woods
- Scritto da: Justin Monjo

### Trama
Talin: Aeryn è scesa sul pianeta Veldon, dove sente la presenza di John 2 accanto a lei. Intanto, Creis e Stark litigano perché quest'ultimo ha consigliato alla donna di recarsi sul pianeta per poter contattare lo spirito di Crichton. Stark accusa Creis dicendo che è sua la colpa dell'allontanamento di Aeryn, ma Rygel li interrompe dicendo che Aeryn non vuole a che fare con nessuno di loro. Aeryn è nella sua stanza e chiede ad che venga contattato lo spirito del padre, Talin Lik'chak. Poi si ritrova a parlare con John vecchio e ricordano il tempo passato, quando bussano alla porta. È l'alieno che deve aiutarla a contattare lo spirito del padre, e le dice di essere lui l'uomo che cerca. Nel frattempo, Rygel e Stark sono scesi sul pianeta a cercare Aeryn, quando Stark sente la voce di Zhaan, mentre Creis è rimasto a bordo di Talin. A Rygel viene evocato il nome di un'aineriana, Kellor, e ne rimane turbato, mentre Aeryn è sempre con suo “padre” che, di fronte alla diffidenza della donna le propone un test del DNA, che combacia perfettamente. L'uomo fa per andarsene ma Aeryn lo ferma. Intanto, Stark e Rygel chiedono a un uomo se per caso ha visto una donna sebaceana, ma questi gli risponde di no e poi Rygel chiede se possono avere una stanza, ma vengono mandati via. Stark avverte una strana presenza, è Xhalax Sun, creduta morta, uccisa da Creis, ma è viva e vegeta e uccide un uomo a sangue freddo. I due tornano su Talin e aggrediscono Creis, che cerca di spiegargli la ragione per cui l'ha lasciata in vita, ma non gli credono e Stark vuole ucciderlo ma Rygel lo ferma. Intanto, su Veldon, Aeryn è con “Talin”, che le dice che tornerà da lei con qualcuno che sarà in grado di metterla in contatto col suo amato, quando viene localizzata da Xhalax. Una volta rimasta sola, Aeryn fa delle domande su Talin e gli dicono che sta studiando con i Nennik, che evocano i morti, e che si nasconde lì da qualche ciclo, dopodiché torna nella sua stanza. Stark e Rygel ritornano nello stesso posto con Creis ammanettato. Stark scopre dove potrebbe essere Aeryn e Rygel va a cercarla, mentre la donna sta pensando a John 2 e, quando entra nella stanza lo trova lì. Stark e Creis trovano finalmente Aeryn, ma questa li scambia per un'illusione e dopo un po' li caccia via. Nel frattempo, Rygel vede “Talin” che parla con Xhalax e scopre che sono d'accordo. Intanto Aeryn si sporge fuori dalla finestra e comincia a gridare il nome di Crichton e vede il suo spirito, quando viene raggiunta da Rygel, che tenta di parlarle a cuore aperto, ma arriva Talin e Rygel se ne va. Aeryn incontra il veggente Kresus, al quale chiede di poter vedere John 2. Kresus ha una visione di Crichton e chiede a Talin di trovargli il “Sintha”, una creatura che a volte riesce a riportare in vita i morti. Aeryn rimane da sola, e sente costantemente la presenza di John 2 col quale parla e ricorda i momenti trascorsi insieme, ma al suo risveglio, viene attaccata da Xhalax, che dopo essere stata abbandonata sul pianeta, ha dovuto farsi amputare una gamba. Talin entra nella stanza e, dopo uno scambio di parole, Xhalax lo uccide. La donna è felice di far soffrire la figlia, per ciò che le ha causato con la sua nascita. Nel frattempo, Stark, Rygel e Creis sono tornati dall'alieno dell'albergo minacciandolo fino a quando gli mostra un passaggio segreto, ma subito dopo vengono attaccati e Rygel ordina a Stark di liberare Creis. Intanto, Xhalax e Aeryn continuano a parlare e quest'ultima le dice che sapeva che quello non era suo padre, ma le piaceva l'idea che potesse esserlo. Xhalax le spiega che venne messa dai pacificatori in una situazione in cui doveva scegliere tra lei e Talin, e lei ha preferito uccidere lui piuttosto di sua figlia. Al piano di sotto, Stark rimane a combattere mentre Rygel e Creis vanno a prendere Aeryn, che è sempre tenuta sotto tiro da Xhalax. Entrambe le donne sono sul cornicione, quando Creis entra e spara a Xhalax che, dopo un tentativo di Aeryn di salvarla, si lascia cadere giù dall'edificio. Tornati su Talin, Creis e Rygel ascoltano il messaggio di Stark, che ha lasciato la nave per ritrovare lo spirito di Zhaan, e ha lasciato la sua maschera per John 1, su Moya, che nel frattempo è stata localizzata da Talin. Aeryn ritorna a bordo di Talin dopo aver detto addio allo spirito di John 2.
- Guest Star: Linda Cropper; John Gregg; Raj Ryan

## Fratture
- Titolo originale: Fractures
- Diretto da: Tony Tilse
- Scritto da: Rockne S. O'Bannon

### Trama
Moya ha rilevato una navetta e a bordo sperano ci siano Aeryn e gli altri. John e D'Argo gli vanno incontro mentre la navetta atterra. Sono tutti lì pronti ad accoglierli, ma si ritrovano davanti ad uno scarram, Nashki, una nebari, Ubero, una aineriana, Orn Pek, e ad un pacificatore prigioniero, che chiedono aiuto. Erano prigionieri ma sono riusciti a scappare, la loro era una navetta destinata al collaudo delle armi. Jool si sta avvicinando un po' troppo allo scarram e D'Argo la ferma, ma questi gli mostra una cicatrice, i pacificatori gli hanno rimosso la ghiandola della protezione termica e quindi non è pericoloso. Intanto, Chiana è salita a bordo della navetta con Ubero e John, in cerca del Bulai, un alieno, ma lo trovano a pezzi e tentano di ricomporlo. Nel frattempo, al punto d'incontro, Talin attende di ricongiungersi con Moya, poi Creis gli ordina di impostare le coordinate di intercettamento e finalmente attraccano su Moya. John si precipita all'hangar quando scende Rygel, un po' confuso nel vederlo, Creis ed infine Aeryn, che però lo tratta con freddezza, al che, Creis gli racconta ciò che è successo all'altro Crichton. Rygel avverte la presenza di una femmina aineriana, non perde tempo e la va ad incontrare. Ubero sta facendo un disegno di come dovrebbe essere l'aspetto del Bulai, quando Chiana prende in mano la pistola dicendo di aver sentito un colpo ad impulso, dal momento che riesce a percepire le cose prima che avvengano. Aeryn si aggira per i corridoi di Moya e si trova davanti alla cella del prigioniero che le chiede di aiutarlo. John, intanto, sta passando gli oggetti dell'altro John e trova la maschera di Stark, dalla quale pare un videomessaggio subito interrotto da Pilota che comunica di aver intercettato un messaggio dai pacificatori in risposta ad un messaggio che è stato inviato da Moya, dal sesto o settimo livello. Tutti si domandano che potrebbe averlo fatto. John rimane da solo con Aeryn, ma lei non lo guarda e lui se ne va. Moya effettua uno starburst. Jool e Creis stanno ricomponendo il Bulai, con qualche problema. John e Aeryn stanno facendo delle riparazioni a Moya. Lui cerca di parlarle, ma lei lo evita completamente. Mentre Aeryn sta uscendo dalla stanza, entra D'Argo, che però non ha nessun consiglio per l'amico. John si reca da Rygel, che sta dormendo con Orn e gli fa capire che quest'ultima se ne deve andare, dato che le riparazioni della loro navetta sono praticamente terminate. Orn ha sentito tutto. Chiana è con Ubero, e scopre che è un androgino, né maschio né femmina e per questo motivo è stata rifiutata dal suo popolo. Il Bulai tenta di comunicare e continua a ripetere la parola “tradimento”. Pilota avverte che qualcuno ha sparato a Nashki, lo scarram. D'Argo accusa Ubero, ma viene difesa da Chiana, mentre Rygel conferma che Orn è stata con lui tutto il tempo. Pilota li informa che qualcuno ha mandato un altro segnale ai pacificatori dando le coordinate di dove si trovano e Moya è stata manomessa e quindi non può effettuare lo starburst. I DRD hanno trovato il dispositivo delle comunicazioni al livello otto ed è stato ricavato da alcune parti della nave, e che i pacificatori li raggiungeranno in un quarto di arn. John comunica a tutti che la spia si trova a bordo ed è con uno di loro, e che la navetta è pronta, ma Rygel non ci sta e nasconde Orn, anche Chiana non vuole separarsi da Ubero e si nascondono dentro una cassa nella stiva, dove D'Argo ed Aeryn non li trovano. Intanto, un DRD spara alla chiusura della cella facendo evadere il pacificatore che ora è libero. Lo scarram si riprende e Bulai riesce a far capire che la spia è una femmina. Orn prende in ostaggio Rygel, è lei la traditrice, e li è la sua merce di scambio. Moya non è più in grado di muoversi. Nel frattempo, il pacificatore spara su Creis e Jool. Creis gli lancia addosso parti del Bulai, ma durante il combattimento, Jool viene ferita ad un occhio. Chiana intercetta Rygel e Orn, ma Ubero rimane gravemente ferita e muore tra le braccia di Chiana. Il pacificatore riesce ad uscire da Moya con Orn e Rygel, ma John, Aeryn e D'Argo escono con la nave di quest'ultimo all'inseguimento raggiungendoli subito. Aeryn li arpiona e con John fanno saltare il portellone della navetta entrando ed eliminando il pacificatore. Orn viene risucchiata nello spazio mentre Rygel è salvo. I tre riescono ad abbandonare la navetta prima che esploda. Ora sono di nuovo tutti insieme su Moya. John sta guardando il videomessaggio lasciatogli dall'altro John, e Aeryn è lì che ascolta e alla fine del messaggio se ne va. John riunisce tutti da Pilota ed espone le sue intenzioni su cosa farà, con o senza di loro. Aeryn e Creis decidono d'andare con lui, raggiungeranno la portaerei di Scorpius e la fermeranno.
- Guest Star: Tammy Macintosh; Kate Beahan; Matt Doran

## Un I-Yensch a me, Un I-Yensch a te
- Titolo originale: I-Yensch, You-Yensch
- Diretto da: Peter Andrikidis
- Scritto da: Matt Ford

### Trama
Nashki vorrebbe che Jool andasse con lui sulla nave medica, per cercare la sua famiglia. La nave trasporta circa seicento persone. Nel frattempo, Rygel e D'Argo sono andati ad incontrare Scorpius per un accordo, ma i loro comunicatori sono fuori portata. Chiana è convinta che Scorpius li stia torturando o peggio ancora che li abbia già uccisi, e decide di voler lasciare Moya, quando ha una visione che riguarda i pacificatori. Intanto, Rygel e D'Argo stanno aspettando l'arrivo di Scorpius all'interno di un ristorante, quando arriva Braca, seguito da Scorpius. Tutti sono disarmati, ma un gruppo di pacificatori irrompe e li fa prigionieri e Scorpius ordina a Braca di ucciderli, ma prima, Braca gli chiede dove sia Aeryn. Dopo un attimo di esitazione, Rygel si rivolge a Scorpius con l'intento di contrattare. Accertatosi che non hanno armi, Scorpius fa abbassare le armi e D'Argo li colpisce mandandoli al tappeto, e li fa mandar via, rimanendo solo loro due, Braca e Scorpius. D'Argo distrugge tutti i comunicatori, mentre nella cucina del locale, i proprietari vorrebbero andarsene. Su Moya, Jool vuole andarsene, ma Chiana glielo impedisce colpendola. Sul pianeta, Rygel e D'Argo si accordano con Scorpius, le informazioni sui tunnel spaziali in cambio della loro libertà. Rygel gli fa intendere che John preferisce che siano i pacificatori ad avere quella tecnologia piuttosto che gli scarram. Pilkota comunica che Moya ha rilevato delle navi dei pacificatori, e Creis ordina a Talin di tenere pronto il cannone principale. Talin apre il fuoco e le navi nemiche scompaiono dai sensori, ma poi prende di mira la nave ospedale e a niente valgono le parole di Creis, Talin la fa saltare in aria uccidendo tutti coloro che si trovavano a bordo, in quanto la riteneva una minaccia. Jool si scaglia contro Creis e contro Chiana che sapeva e poteva evitarlo. Talin si disattiva e Moya si rifiuta di abbandonarlo. Rygel e D'Argo chiedono delle garanzia a Scorpius e questi ordina a Braca di indossare il bracciale “Aiersh” e poi ne dà uno a D'Argo, dopodiché dice a Rygel di colpire Braca, ma anche D'Argo avverte il colpo. Se uno dei due dovesse morire, morirebbe anche l'altro, ma Scorpius non vuole indossarlo e, mentre ne discute con Rygel, entrano nel locale due rapinatori. Braca tenta di disarmarne uno ma rimane ferito ad una gamba e di conseguenza anche D'Argo. Intanto, su Moya, Creis cerca di far capire che Talin sta diventando pericoloso e vorrebbe disattivarne tutti i sistemi meccanici per portarlo poi in un luogo dove potergli correggere i vari problemi, anche se questo significa cambiarlo completamente. Pilota vuole parlarne con Moya privatamente. Nel frattempo, Rygel cerca di convincere i rapinatori a chiedere un riscatto per i due pacificatori, e scopre così che i due sono stati pagati da Larzai, il cuoco, per dar fuoco al locale per frodare l'assicurazione. Intanto Talin ha chiuso tutti gli accessi per impedire a Creis di salire a bordo. Aeryn chiede a John cosa fare e lui le propone di parlare con Moya, che è convinta che Talin possa guarire da solo col tempo. Moya accetta di ascoltare Aeryn. Sul pianeta, i rapinatori cambiano idea e decidono di chiedere un riscatto ai pacificatori, ma Scorpius fa cadere la loro attenzione su Rygel. Talin acconsente a far salire a bordo Creis, ma Moya ne è distrutta, quando Talin apre il fuoco contro Moya. D'Argo cerca di tenere in vita Braca e Rygel cerca di convincerli a dare all'uomo dell'acqua perché da morto non varrebbe niente. Rygel e Scorpius si accordano e quest'ultimo dà a Rygel la combinazione del bracciale di Braca. Su Moya, Creis riesce a convincere Talin a farlo salire a bordo con Aeryn e John, e questi acconsente facendoli attraccare nell'hangar tre. Sko, la mente dei rapinatori, si organizza su quanto chiedere di riscatto, ma Rygel li mette davanti a delle problematiche e offrendogli la sua nave per scappare, ma dicendogli che solo D'Argo è in grado di pilotarla. Sko aggredisce la donna di Larzai che interviene per cacciarli, ma questi lo uccide. Nel frattempo, Rygel tenta di liberare Braca ma viene fermato. Intanto, Creis, Aeryn e John sono a bordo di Talin che gli punta contro un'arma, ma Aeryn riesce a calmarlo. Rygel dice a Sko che si trovavano lì per contrattare la loro libertà in quanto evasi, e che entrambi odiano i pacificatori e Scorpius è uno importante tra di loro. A quel punto, Sko ordina a Rygel di uccidere Braca o morirà, ma lui preferisce sparare a Scorpius. Su Talin, Aeryn e John stanno disattivando alcune funzioni della nave, quando Creis lo disattiva completamente. Nel frattempo, D'Argo cerca di tenere cosciente Braca, mentre Sko vuole uccidere la donna ma viene fermato da Rygel che la manda via salvandola. Rygel va da Scorpius che è ancora vivo e gli espone il suo piano. Scorpius gli dà un'arma a carica ad impulso singola che contiene un solo colpo. Braca si libera e mette il bracciale all'altro rapinatore, mentre Scorpius pugnala Sko alle spalle e questi si mette a sparare all'impazzata e Rygel lo finisce con l'arma di Scorpius, mentre D'Argo mette fuori gioco l'altro. Alla fine, Scorpius accetta le condizioni di Rygel e ognuno fa ritorno alla propria nave. Rygel comunica a John le condizioni, mentre Aeryn gli manifesta i suoi dubbi in proposito alla missione e dicendogli che non è disposta a perderlo di nuovo.
- Guest Star: Tammy Macintosh; David Franklin; Ben Mendelsohn; Anthony Hayes; Inge Hornstra; Salvatore Coco

## Agnelli al macello - Nella tana del leone Parte1
- Titolo originale: Lambs to the slaughter - Into the Lion's Den P. 1
- Diretto da: Ian Watson
- Scritto da: Richard Manning

### Trama
John è nel suo subconscio con Harvey/Scorpius che tenta di fargli cambiare idea perché ha paura di morire. Nel frattempo, Scorpius sta mandando dei moroder incontro alla navetta di John per scortarli all'interno della portaerei. Intanto Moya ha trainato Talin in un posto sicuro. John, Aeryn, Jool e Chiana sono a bordo della portaerei e Scorpius è lì ad accoglierli e a dargli il benvenuto. John chiede ad Aeryn di “collaudare” il bracciale che ha al polso collegato a Scorpius, e funziona, dopodiché, Aeryn si informa sul trattamento che Rygel e D'Argo hanno ricevuto, poi Scorpius comunica a John di avergli concesso l'immunità e la grazia, oltre ad un trattamento alla pari. Scorpius e Braca conducono John e Creis nella stanza di comando di Scorpius dove Creis fa un'altra richiesta, di poter trasportare a bordo Talin per poter eseguire delle riparazioni al suo sistema cognitivo, garantendogli che è completamente disarmato. Dopo un po', Scorpius acconsente e Creis richiede l'assistenza di uno specialista dei leviatani, il tenente Larel, e gli viene concesso anche questo. Nel frattempo, in sala ricreazione, i pacificatori stanno parlando male dei nuovi arrivati quando entrano nella stanza. Lungo i corridoi, Creis viene insultato da coloro che un tempo erano suoi subalterni, mentre John viene accompagnato da Scorpius da Strapper nel laboratorio dove John manda in pezzi un monitor dicendo a Scorpius se hanno intenzione di giocare ancora o se vogliono fare sul serio. Creis viene accompagnato da Braca nel suo alloggio, mentre Jool parla con D'Argo e Aeryn dei pacificatori, il primo con esperienza da prigioniero, l'altra come membro ufficiale. Intanto, Chiana cerca di socializzare con un pacificatore che si dimostra subito ostile tentando di far reagire D'Argo, ma il tempestivo intervento di Aeryn previene il peggio. Rygel vuole che Braca mantenga i patti e questi gli consegna un chip che contiene delle informazioni che riguardano un rapporto completo dei servizi segreti sulla situazione politica Aineriana, mentre D'Argo vuole che gli rimuovano gli anelli di prigionia. Aeryn viene “offesa” da una ex amica, Enta. In laboratorio, intanto, John e Scorpius stanno parlando della liquefazione dei piloti pacificatori durante i viaggi nei tunnel spaziali, dopodiché chiede che gli mostrino le equazioni in loro possesso. D'Argo è dal dottore, si sta facendo rimuovere gli anelli. John è con Aeryn e sta pensando ad un piano “C”, ovvero scappare prima che sia troppo tardi, poi la lascia da sola. In sala ricreazione, Relgik mostra un odio viscerale verso tutti i Laxan, e manifesta il suo desiderio di fargli del male, nel frattempo, Jool e D'Argo sono nella sauna quando arriva un pacificatore con un'arma inserita in un braccio e lo attacca. Dopo un combattimento alquanto impari, D'Argo ha la meglio e il pacificatore muore sulla sua stessa arma. Scorpius ammonisce Relgik, se succederà qualcosa a qualcuno degli “ospiti”, ne pagherà le conseguenze con la sua esecuzione. A quel punto, John vuole far ritorno su Moya con tutta la squadra. Scorpius garantisce loro che non succederà più, ma D'Argo è intenzionato a riportare Rygel, Chiana e Jool su Moya. Per convincerli della sua buona fede, Scorpius ordina a Braca di dare a D'Argo il file che riguarda Mektor, l'assassino di sua moglie. Intanto, Creis viene raggiunto nella sua stanza da Larel. Tra i due, in passato c'è stato qualcosa e sembra esserci ancora. John sta visionando le specifiche con Strapper, quando entra Scorpius che gli domanda perché non ci siano stati ancora dei progressi. Scorpius accusa John di non fidarsi di lui e decide di mostrargli un filmato che lo riguarda e il motivo per cui odia tanto gli scarram. John si ritrova nel suo subconscio con Harvey/Scorpius, che conferma il suo timore per gli scarram. Nel frattempo, Talin è stato portato a bordo della portaerei e, mentre Creis si appresta a salire a bordo della sua nave, Larel si ferma a parlare con Braca, con cui è d'accordo per tradire Creis. John e Aeryn stanno parlando di pacificatori e di tunnel spaziali e lui le manifesta il desiderio di mandarla via da lì per proteggerla. Su Moya, Chiana, Jool e Rygel stanno visionando il chip di quest'ultimo, dove apprende che Bishan ha già perso il consenso da quattro mondi e quindi ha la possibilità di tornare e riavere ciò che gli appartiene, quando Chiana ha una visione e contatta Pilota che in un primo momento dice che è tutto tranquillo, poi registra l'avvicinarsi di tre navi dei pacificatori. D'Argo ordina di partire a starburst, ma c'è un'esplosione. Creis è a bordo di Talin con Larel, mentre Aeryn sta parlando con Enta, ma trova davanti a sé un muro, quando suona l'allarme. Moya viene portata a bordo della portaerei, mentre John è con Strapper e trova un errore nell'equazione, quando arriva Aeryn e gli comunica cosa sta succedendo a Moya. I due corrono da Scorpius, abbattendo alcuni pacificatori. L'ordine di cattura è venuto dal tenente Grayza, che ordina a Relgik di tenere i prigionieri sotto tiro. Grayza entra nella stanza di Scorpius accompagnata da Kortosko, “Ambasciatore Straordinario” dei Laxan, con i quali hanno formato un patto di difesa con i pacificatori, e poi gli dice che stanno raccogliendo il maggior numero di alleati per poter trattare con gli scarram. Questa cosa fa andare su tutte le furie Scorpius. John e Aeryn vengono scortati da Braca da Scorpius, che sta ancora discutendo con Grayza. Scorpius, appreso da John cosa sta succedendo, ordina che Moya e i prigionieri vengano immediatamente rilasciati e invita Braca ad accompagnare fuori dalla portaerei Grayza con tutta la sua scorta. Prima di andarsene, Grayza riesce a dare a Relgik un comunicatore, dopodiché se ne va. Nel frattempo, Pilota dice a John che Moya non permetterà a nessuno di rimetterle il collare di controllo, ma Scorpius lo rassicura. Intanto, Grayza contatta Relgik e gli dice che vuole rimuovere Scorpius dal comando e lui si offre di aiutarla. Allontanate in apparenza le tensioni, Jool e Rygel stanno giocando con un pacificatore, mentre Aeryn parla di nuovo con Enta, poi va da John che le dice di aver bisogno di schiarirsi un po' le idee. Creis sta parlando con Larel, che cerca di convincerlo a tornare con i pacificatori. Mentre stanno camminando, Aeryn ha il sospetto che qualcuno li stia seguendo, e non sbagliava, vengono attaccati da un gruppo di pacificatori al servizio di Relgik, che attacca John. Scorpius avverte Braca che John è stato aggredito e lo manda a cercarlo. Nel frattempo, John ha indossato un corpetto a razzo, ma Relgik lo insegue e lo raggiunge colpendolo alle spalle. Tra i due nasce una colluttazione, ma alla fine John ha la meglio e Relgik muore. John si reca da Scorpius, e ha riavuto la sua arma. Quest'ultimo cerca di fargli capire che l'entrata in scena di Grayza cambia tutti i suoi piani. Data la scarsa collaborazione di John, Scorpius gli mostra un'immagine della Terra facendogli intendere che l'ha localizzata e, se non comincerà a collaborare, la distruggerà.
- Guest Star: Tammy Macintosh; David Franklin; Rebecca Riggs; Sean Taylor; Marta Dusseldorp; Lenore Smith; Lewis Fitz-Gerald; Danny Adcock

## Il lupo mascherato da pecora - Nella tana del leone Parte2
- Titolo originale: Wolf In Sheep's Clothing - Into the Lion's Den P. 2
- Diretto da: Rowan Woods
- Scritto da: Rockne S. O'Bannon

### Trama
Scorpius continua a minacciare John e tutti i suoi compagni. John è con Aeryn e parlano di Grayza. D'Argo, Chiana, Rygel e Jool se ne vogliono andare, quando arrivano Creis, Aeryn e John. Quest'ultimo gli dice che hanno una sola possibilità per portare a termine il loro progetto: distruggere la portaerei, poiché tutti i progetti dei tunnel spaziali si trovano a bordo e studiano un modo per attuarlo senza però uccidere le donne e i bambini che si trovano sulla nave. John si rivolge a Creis, dal momento che conosce la nave meglio di chiunque altro e decide di studiare un sistema, anche se gli altri manifestano qualche dubbio, ma sono tutti concordi che lasciare la tecnologia dei tunnel spaziali in mano dei pacificatori sarebbe troppo pericoloso per tutti. Nel frattempo, a Creis viene vietato l'accesso a Talin per ordine di Scorpius, mentre John è con Harvey/Scorpius, su un improbabile campo di battaglia, che giocano a carte, quando viene riportato indietro da Obiura Strapper mentre si sta scrivendo delle equazioni sulla mano, riuscendo a sbloccare le anomalie di accoppiamento del quinto livello, che Strapper inserisce nei nuovi calcoli. Intanto Creis è con Larel e si mostra disposto a dar loro qualcosa in cambio pur di rimanere tra i pacificatori. Si fa accompagnare da Scorpius che in un primo momento non lo vuole ascoltare, ma che alla fine acconsente alle sue richieste e accetta le sue condizioni. Creis, allora, gli dice che John non ha intenzione di dargli la tecnologia dei tunnel spaziali ma che ha intenzione di far saltare in aria la portaerei con la complicità dei suoi compagni. Intanto Aeryn è nel parco quando una bambina cade a terra ferendosi e lei la medica, ma arriva Enta che colpisce la bambina facendola sanguinare di nuovo. Creis raggiunge Aeryn per spiegarle cos'è successo, mentre D'Argo, Chiana, Jool e Rygel vengono fatti prigionieri. In laboratorio, John sta sfornando equazioni a raffica, per la gioia di Strapper e di Scorpius, che gli comunica che i suoi amici si trovano in cella e che sa del suo piano. John si scaglia contro Creis minacciando di ucciderlo, ed esige che Scorpius li rilasci immediatamente, ma lui si rifiuta e gli dice che se non andrà avanti li ucciderà tutti con le sue mani. Jool è in ansia per tutta la situazione e Chiana, Rygel e D'Argo cercano di farsi forza. Creis, Aeryn e John sono assieme, e John manifesta tutto il suo odio e disprezzo per Creis, non sapendo che l'uomo l'ha fatto per poter attuare il suo piano: attivare Talin e partire a starburst dando il tempo ai passeggeri di lasciare la nave. John gli chiede se dopo si ricongiungeranno a Moya, Creis gli dice che, dato il poco spazio a disposizione, Talin non sopravviverà, e lui con esso, moriranno sul campo, ma avrà bisogno di un diversivo per allontanare Scorpius e John si offre volontario. John è nell'hangar e chiede a Strapper di uscire con lui per andare su Moya, mentre Larel è con Creis e vuole sapere che cos'ha in mente e lui, per salvarle la vita, la colpisce facendo finta di aver scoperto il suo doppio gioco, dopodiché se ne va. John è salito su Moya con Strapper e alcuni pacificatori per prelevare il suo modulo, e si reca da Pilota per informare lui e Moya della missione suicida di Talin e gli dice di tenersi pronti ad effettuare uno starburst qualora non dovessero riuscire in tempo a raggiungerli. John è tornato sulla portaerei col suo modulo, che a seconda di Scorpius è alquanto primitivo, e cerca dei volontari per pilotarlo, ma John lo invita a salire a bordo con lui e ad entrare in un tunnel spaziale. John e Scorpius sono davanti al tunnel, pronti a volarci dentro, mentre Creis e Aeryn portano avanti il piano. Nel tunnel John incontra qualche problema, mentre Creis viene tenuto lontano da Talin. Strapper perde il contatto con Crichton, mentre Creis provoca un'esplosione e, con l'aiuto di Aeryn mette fuori gioco le guardie e, dopo averle detto addio, sale a bordo di Talin. John e Scorpius sono costretti ad uscire dal tunnel a causa di alcune fluttuazioni che si stanno formando, rientrando così sulla portaerei. Creis ha riattivato Talin e, appena Scorpius e John scendono dal modulo, gli comunica cosa sta per fare. Energizza i motori facendoli arrivare all'apice della potenza e ordinando a Talin di partire a starburst. L'esplosione è violentissima e tutti i passeggeri si apprestano a raggiungere le capsule di salvataggio, mentre Pilota e Moya osservano la portaerei che cade a pezzi. D'Argo, Chiana, Jool e Rygel sono ancora intrappolati nella cella, mentre Aeryn cerca di mettere in salvo quanta più gente possibile. Scorpius vede il suo impero sgretolarsi sotto i suoi occhi. John cerca di mettere in salvo Strapper, ma questi preferirebbe morire piuttosto di rivelare ciò che sa sui tunnel spaziali e quindi chiede a John di metterlo sulla sedia aurora in modo che tutti i suoi ricordi vengano cancellati. Nel frattempo, Aeryn libera i suoi amici mentre Braca viene portato via da Scorpius. John, a malincuore, aziona la sedia aurora dicendo ad Aeryn che la raggiungerà con il suo modulo. D'Argo contatta Pilota e si fa collegare alla sua nave che parte a recuperarli. Aeryn viene fermata e fatta prigioniera da Enta, ma un'esplosione la uccide e Aeryn può fuggire. Pilota comunica a John che i livelli di Moya sono ad un punto critico e deve allontanarsi da lì prima possibile. John si ritrova davanti Scorpius che lo accusa di aver aperto la strada agli scarram, e che non gli importa niente della Terra, dopodiché gli dà il codice di sblocco per togliersi il bracciale. John sale sul suo modulo, mentre Scorpius ha deciso di rimanere a bordo della portaerei. Aeryn si allontana con un predatore. A bordo di Moya, D'argo e Rygel hanno deciso di lasciare la nave e Chiana ha intenzione di trovare la resistenza Nebari. Pilota chiede a Jool se sarebbe felice di lasciare Moya per ricongiungersi alla sua gente, ma la ragazza è molto triste e non sa nemmeno lei cosa voglia fare. John e Aeryn sono assieme in sala comando, e John continua a scrivere le equazioni dei tunnel spaziali sulle sue mani.
- Guest Star: Tammy Macintosh; David Franklin; Marta Dusseldorp; Danny Adcock; Lenore Smith

## Il cane e i due ossi
- Titolo originale: Dog with Two Bones
- Diretto da: Andrew Prowse
- Scritto da: David Kemper

### Trama
John sta sognando Aeryn in abito da sposa, ma nella realtà, è su Moya che continua a scrivere equazioni ed è insieme a Chiana e a una vecchietta, Utu-Noranti Pralatong, per poi riperdersi nel suo sogno sulla Terra dove Aeryn ha qualche problema con la lingua. Al suo risveglio, John chiede a Chiana chi sia la donna che sta lì con loro, ma entrambi non ne hanno la più pallida idea. Pilota informa che sono vicini al luogo sacro dei leviatani dove lasciare i resti di Talin, mentre D'Argo sta finendo di caricare le sue cose a bordo della sua nave. Chiana ha una visione dove vede oscurità e Moya che viene inghiottita, quando Pilota li avverte che un'altra nave leviatana gli sta andando addosso. Moya riporta molti danni e Pilota pensa che l'altro leviatano li abbia colpiti di proposito a causa di Talin. Aeryn dà delle direttive per apportare le riparazioni, ma John è distratto dal suo “matrimonio” con la donna e dove tutti sembrano essere felici. Pilota ha scoperto che gli ultimi tre piccoli del leviatano che li ha speronati sono stati rapiti dai pacificatori e Talin, in quanto mezzo pacificatore, non è gradito. Jool e Aeryn si ritrovano a parlare di pacificatori e di John, quando Aeryn la colpisce e facendola gridare apporta una riparazione al suo predatore. Nel frattempo, Chiana è con John e chiede a quest'ultimo d'andare con lei a cercare suo fratello. Intanto, Noranti offre il suo aiuto per negoziare col leviatano, quando Chiana se ne va e li lascia soli. Noranti soffia in faccia a John una strana polvere che lo fa cadere in una sorta di trance, dove vede morire tutti quelli che lo circondano e iniziando così a sparare all'impazzata. Solo l'intervento di D'Argo, che lo tra mortizza, lo ferma, dopodiché tramortisce anche Noranti. Pilota comunica che il leviatano ha ucciso il proprio pilota, al che, tutti sono d'accordo di andarsene, ma Moya ritiene che Talin si sia guadagnato il diritto di stare in quel luogo sacro. John continua a sognare quando Aeryn lo informa di quanto sta succedendo. Tutti cercano di convincere Moya a fare la cosa giusta, e Noranti offre di nuovo il suo aiuto, venendo ignorata. Chiana parla con Moya e, alla fine, le dice che è un suo diritto seppellire Talin dove vuole. Mentre John sta di nuovo sognando ad occhi aperti, ed è con Chiana, che ha una tresca con suo padre Jack. Il piano di D'Argo per John è sbagliato, quando Pilota li informa che in passato, quel leviatano, ha già attaccato altre navi e Moya chiede il loro aiuto facendogli una richiesta: uccidere quel leviatano, prima che uccida loro. John è con Jool, mentre D'Argo è con Aeryn e si incontrano nell'hangar. John e D'Argo escono con la nave di quest'ultimo mentre Aeryn esce col suo predatore. Rygel, Chiana, Jool e Noranti li osservano da Moya. Aeryn pensa che riuscirà solo ad irritare il leviatano, data la sua stazza. Intanto, John è a metà tra sogno e realtà dove discute con D'Argo di Aeryn e del fatto che ognuno sta per andare per la sua strada, chi per un motivo e chi per un altro. Nel frattempo, Moya ha scaricato i resti di Talin nello spazio. Aeryn apre il fuoco sul leviatano attirando la sua attenzione, mentre D'Argo si prepara a distruggerlo. Una volta eliminato, l'unico che sembra gioirne è Rygel, gli altri sono invasi da una sorta di tristezza. Tornati su Moya, John va da Noranti, che scopre che era una prigioniera a bordo della portaerei e che ha deciso di rimanere su Moya per sdebitarsi con loro. John le chiede di mostrargli la verità e la donna gli soffia di nuovo sul viso quella polvere e John si ritrova al suo matrimonio, sulla Terra, dove tutto sembra perfetto, quando arriva il momento del brindisi, che viene interrotto dall'arrivo dei pacificatori che uccidono tutti i presenti, Aeryn compresa, e arriva Scorpius. John si risveglia dall'incubo e Noranti lo mette di fronte ad una scelta, dove John capisce che non può tornare sulla Terra. Aeryn sta caricando le sue ultime cose sul predatore quando la raggiunge John, che vuole andare con lei ma, nonostante lui le dichiari ciò che prova, affidano il tutto ad una moneta, ed Aeryn, dopo essersi baciati, parte da sola. John è a bordo del suo modulo che ripensa alle parole dei suoi amici D'Argo, Chiana, Rygel ed infine Aeryn gli dice addio e se ne va. John deve rientrare su Moya perché ha finito il carburante, ma in quel momento, Noranti gli dice che Aeryn aspetta un bambino. John contatta subito Pilota per metterlo in contatto con la donna, ma è troppo lontana, quando si apre un tunnel spaziale e Moya viene trascinata al suo interno, lasciando Crichton nello spazio alla deriva.
- Guest Star: Tammy Macintosh; Kent McCord; Melissa Jaffer